# Legislación del aborto en México
El aborto en México, referido al estatus legal del aborto inducido, depende tanto del marco normativo general, como del federal o del local. A diferencia de lo que sucede en otros países en América Latina, también con regímenes federales (como Argentina, Venezuela o Brasil), la Constitución Política de los Estados Unidos Mexicanos otorga cierto grado de autonomía a cada una de las 32 entidades federativas que conforman la república mexicana para legislar, en su propio beneficio, asuntos relacionados con lo penal, la salud o la protección a víctimas de violencia sexual; siempre y cuando no sean incongruentes con las leyes supremas del Estado. Es por esto que el análisis al aborto legal en México es complejo, pues se trata de un rompecabezas similar a lo que sucede en las otras dos grandes federaciones vecinas de América del Norte (Estados Unidos y Canadá).
Desde finales del siglo XIX, el Estado es formalmente laico y la interrupción del embarazo se autoriza según ciertas causales y supuestos. Así mismo, desde la década de 1970 se reconocen constitucionalmente los derechos sexuales, reproductivos y de acceso a servicios de salud de calidad de todas las personas residentes en el país norteamericano. Sin embargo, históricamente, el país ha experimentado largas fases autoritarias, una tendencia más bien conservadora en la moral pública de la sociedad y ordenamientos jurídicos más bien ambiguos; lo que se ha traducido en muchas restricciones que han rezagado al país y han beneficiado a la clandestinidad y la cultura de la ilegalidad.
Es por lo anterior que, desde principios del siglo XXI, gracias a una serie de demandas ciudadanas, precedentes emitidos por la Suprema Corte de Justicia de la Nación y reformas legislativas que han hecho que el país transite de un sistema de derecho positivo a uno de derecho natural donde la protección amplia a los derechos humanos es primordial. México es parte del fenónemo cultural de la marea verde a partir la década de 2020. Desde entonces, el aborto voluntario se encuentra despenalizado, de facto, en todo el territorio mexicano (como también ha sucedido en otros países de la región como Colombia); aunque su legalización, de iure, aún está pendiente en varios estados. Si bien, actualmente, la actitud de una gran parte de los órganos de la administración pública, tanto federal como local, es cada vez más permisiva, también existen algunos instrumentos jurídicos y mecanismos de participación ciudadana para actuar en caso de que los gobiernos y parlamentos locales se muestran contrarios o apáticos a la armonización de sus leyes.

## Bases constitucionales
En la actualidad, el aborto electivo está protegido y regulado por diversos artículos de la Constitución Política de los Estados Unidos Mexicanos. Si bien no lo menciona de manera explícita, razón por la cual los grupos conservadores, religiosos y antiderechos señalan que no es un derecho como tal; el aborto voluntario es la materialización de diversos derechos constitucionales. Es por esto que, las disposiciones que se exponen en esta sección han sido utilizadas en las diferentes interpretaciones de la SCJN para promover su despenalización y legalización.

### No discriminación y derechos humanos
El artículo 1 de la Constitución general dispone que el Estado mexicano tiene la responsabilidad de garantizar, a través de cualquier medio, los derechos reconocidos tanto en aquel documento constitucional, como en los tratados internacionales suscritos y ratificados por las instituciones mexicanas correspondientes, siempre y cuando sean compatibles con la legislación mexicana. Igualmente, se determinan 4 principios constitucionales para lograr el cometido anterior:
- De universalidad, que determina que todas las personas (según lo que la ley mexicana define como tal) son titulares de todos los derechos humanos.
- De interdependencia, que establece que cada uno de los derechos humanos se encuentran ligados unos a otros, de tal manera que el reconocimiento de uno de ellos, así como su ejercicio, implica necesariamente que se respeten y protejan otros.
- De indivisibilidad, que señala que los derechos humanos no pueden ser fragmentados, sea cual fuere su naturaleza. Cada uno de ellos se deben reconocer, proteger y garantizar de forma integral y en su totalidad, por todas las autoridades.
- De progresividad, que recalca que el avance en el desarrollo constructivo de los derechos humanos es una obligación del Estado mexicano, por lo que, al mismo tiempo, implica una prohibición a cualquier retroceso.

De esta manera se abre la puerta a nuevos derechos constitucionales que no han sido aludidos de manera explícita en la Constitución general, como al libre desarrollo de la personalidad (contenido en los artículos 1, 22 y 23 de la Declaración Universal de los Derechos Humanos) que, por un lado, avala las libertades personales de mujeres y personas gestantes, para determinar sobre su salud, su bienestar, el ejercicio de su sexualidad o sus decisiones reproductivas; pero también respalda la objeción de consciencia del personal de los servicios de salud. Igualmente, es por este derecho que el aborto en caso de violación es totalmente legítimo, pero el aborto forzado sigue siendo un crimen, pues en ambos sucesos no existe el consentimiento (para iniciar y continuar con un embarazo, en el caso del primero; o para terminarlo, en el caso del segundo).
Debido a que las restricciones al aborto legal y electivo perjudican sobre todo a la gente con pocos recursos económicos, ya que no puede desplazarse fácilmente a algún lugar dentro o fuera de México donde el aborto electivo esté totalmente legalizado; no puede existir disparidad o asimetría en el reconocimiento de esos derechos sexuales y reproductivos según el lugar donde las mujeres o personas gestantes radiquen o el nivel de ingresos que tengan.
Igualmente, como mujeres y personas gestantes en México han sido históricamente estigmatizadas por las instituciones del Estado mexicano encargadas de la impartición de justicia (fiscalías y jueces), se deben proscribir todos los prejuicios sexistas y de género que las criminalicen de manera innecesaria y cruel debido a que decidieron no ser madres / padres o sufrieron emergencias obstétricas que concluyeron en la muerte de los productos de la concepción. 
Los efectos de las jurisprudencias pueden incidir de manera retroactiva en las sentencias de las personas penalizadas cuando se trata de un beneficio en sus derechos humanos. 
Fetos y embriones no pueden tener prerrogativas absolutas que coarten de manera excesiva y desproporcionada los derechos y libertades sexuales y reproductivos de las mujeres o las personas gestantes.
El tema del aborto legal y voluntario no puede someterse a consulta ciudadana, ya sea para instituirlo o derogarlo en cada entidad federativa o a nivel federal. Al igual que con el matrimonio igualitario, los poderes legislativos, locales o federales, no pueden negarse a aprobar leyes permisivas sobre este asunto. Así, la anulación de alguna sentencia permisiva de la SCJN (como sucedió en Estados Unidos con el caso Roe contra Wade) es improbable y muy poco posible.
Finalmente, los artículos constitucionales 102, 103 y 107 constituyen dos herramientas muy importantes para la protección ciudadana ante la perpetración de abusos que vulneren, ya sea por acto u omisión, los derechos humanos y fundamentales identificados en la Constitución general o en los tratados internacionales (como son los relativos al libre desarrollo de la personalidad, la salud, el bienestar o el ejercicio libre de la sexualidad y la reproducción) cometidos por instituciones o funcionarios tanto públicos (pertenecientes al Estado mexicano) como particulares: Comisión Nacional de los Derechos Humanos (y las otras 32 respectivas en cada entidad federativa) y el amparo.

Artículo 1.º

(Párrafo primero) En los Estados Unidos Mexicanos todas las personas gozarán de los derechos humanos reconocidos en esta Constitución y en los tratados internacionales de los que el Estado Mexicano sea parte, así como de las garantías para su protección, cuyo ejercicio no podrá restringirse ni suspenderse, salvo en los casos y bajo las condiciones que esta Constitución establece.

(Párrafo segundo) Las normas relativas a los derechos humanos se interpretarán de conformidad con esta Constitución y con los tratados internacionales de la materia, favoreciendo en todo tiempo a las personas la protección más amplia.

(Párrafo tercero) Todas las autoridades, en el ámbito de sus competencias, tienen la obligación de promover, respetar, proteger y garantizar los derechos humanos de conformidad con los principios de universalidad, interdependencia, indivisibilidad y progresividad. En consecuencia, el Estado deberá prevenir, investigar, sancionar y reparar las violaciones a los derechos humanos, en los términos que establezca la ley.

(...)

(Párrafo quinto) Queda prohibida toda discriminación motivada por origen étnico o nacional, el género, la edad, las discapacidades, la condición social, las condiciones de salud, la religión, las opiniones, las preferencias sexuales, el estado civil o cualquier otra que atente contra la dignidad humana y tenga por objeto anular o menoscabar los derechos y libertades de las personas.

Artículo 102.º

(...)

(Apartado B)

(Párrafo primero) El Congreso de la Unión y las legislaturas de las entidades federativas, en el ámbito de sus respectivas competencias, establecerán organismos de protección de los derechos humanos que ampara el orden jurídico mexicano, los que conocerán de quejas en contra de actos u omisiones de naturaleza administrativa provenientes de cualquier autoridad o servidor público, con excepción de los del Poder Judicial de la Federación, que violen estos derechos.

(Párrafo segundo) Los organismos a que se refiere el párrafo anterior, formularán recomendaciones públicas, no vinculatorias, denuncias y quejas ante las autoridades respectivas. Todo servidor público está obligado a responder las recomendaciones que les presenten estos organismos. Cuando las recomendaciones emitidas no sean aceptadas o cumplidas por las autoridades o servidores públicos, estos deberán fundar, motivar y hacer pública su negativa; además, la Cámara de Senadores o en sus recesos, la Comisión Permanente, o las legislaturas de las entidades federativas, según corresponda, podrán llamar, a solicitud de estos organismos, a las autoridades o servidores públicos responsables para que comparezcan ante dichos órganos legislativos, a efecto de que expliquen el motivo de su negativa.

Artículo 103.º

(Párrafo primero) Los Tribunales de la Federación resolverán toda controversia que se suscite:

(Fracción I) Por normas generales, actos u omisiones de la autoridad que violen los derechos humanos reconocidos y las garantías otorgadas para su protección por esta Constitución, así como por los tratados internacionales de los que el Estado Mexicano sea parte.

Artículo 107.º

(Párrafo primero) Las controversias de que habla el artículo 103 de esta Constitución, con excepción de aquellas en materia electoral, se sujetarán a los procedimientos que determine la ley reglamentaria, de acuerdo con las bases siguientes:

(Fracción I) El juicio de amparo se seguirá siempre a instancia de parte agraviada, teniendo tal carácter quien aduce ser titular de un derecho o de un interés legítimo individual o colectivo, siempre que alegue que el acto reclamado viola los derechos reconocidos por esta Constitución y con ello se afecte su esfera jurídica, ya sea de manera directa o en virtud de su especial situación frente al orden jurídico. Tratándose de actos o resoluciones provenientes de tribunales judiciales, administrativos o del trabajo, el quejoso deberá aducir ser titular de un derecho subjetivo que se afecte de manera personal y directa.

(Fracción II) Las sentencias que se pronuncien en los juicios de amparo sólo se ocuparán de los quejosos que lo hubieren solicitado, limitándose a ampararlos y protegerlos, si procediere, en el caso especial sobre el que verse la demanda. Cuando en los juicios de amparo indirecto en revisión se resuelva la inconstitucionalidad de una norma general, la Suprema Corte de Justicia de la Nación lo informará a la autoridad emisora correspondiente.

### Derecho a la vida, a la libertad sexual o reproductiva y de acceso a la salud
Los artículos 4 y 22 de la Constitución general contienen disposiciones que tratan, de manera genérica, sobre el bien constitucional valioso de la vida. Sin embargo, no hay ninguna referencia explícita que otorgue personalidad jurídica plena a los productos de la concepción. No obstante, el artículo 123 sí marca ciertas protecciones a la vida del nasciturus por medio de cuidados prenatales hacia la mujer o la persona gestante que curse un embarazo. Así, en conformidad de los principios constitucionales de aplicación para los derechos humanos (señalados con anterioridad), las protecciones a la vida en gestación no pueden ni deben ser incondicionales, sino más bien respetuosas y compatibles con las libertades sexuales y reproductivas, así como con el derecho a la salud y el bienestar de las mujeres o personas gestantes. En términos prácticos, la vida y bienestar de fetos y embriones se defiende a través de la vida y el bienestar de las personas embarazadas, pero sólo si estas han decidido continuar con su embarazo y llevarlo a término completo (hasta el tercer trimestre de gestación y, por lo tanto, al nacimiento).
Igualmente, el artículo 4 reconoce tanto a las libertades sexuales y reproductivas, como el derecho al acceso a la salud de toda la ciudadanía mexicana. Entonces, no es posible limitar la Interrupción Legal del Embarazo o el aborto electivo, pues con esto se impide ejercer la maternidad y la paternidad voluntarias. Así mismo, las restricciones en este asunto empujan a las mujeres y personas gestantes a poner en riesgo su salud o bienestar físico, mental y social; al someterse a tratamientos clandestinos, inseguros, insalubres o poco efectivos.

Artículo 4.º

(...)

(Párrafo segundo) Toda persona tiene derecho a decidir de manera libre, responsable e informada sobre el número y el espaciamiento de sus hijos.

(Párrafo tercero) Toda persona tiene derecho a la alimentación nutritiva, suficiente y de calidad. El Estado lo garantizará.

(Párrafo cuarto) Toda persona tiene derecho a la protección de la salud. La Ley definirá las bases y modalidades para el acceso a los servicios de salud y establecerá la concurrencia de la Federación y las entidades federativas en materia de salubridad general, conforme a lo que dispone la fracción XVI del artículo 73 de esta Constitución. La Ley definirá un sistema de salud para el bienestar, con el fin de garantizar la extensión progresiva, cuantitativa y cualitativa de los servicios de salud para la atención integral y gratuita de las personas que no cuenten con seguridad social.

(Párrafo quinto) Toda persona tiene derecho a un medio ambiente sano para su desarrollo y bienestar. El Estado garantizará el respeto a este derecho. El daño y deterioro ambiental generará responsabilidad para quien lo provoque en términos de lo dispuesto por la ley.

(Párrafo sexto) Toda persona tiene derecho al acceso, disposición y saneamiento de agua para consumo personal y doméstico en forma suficiente, salubre, aceptable y asequible. El Estado garantizará este derecho y la ley definirá las bases, apoyos y modalidades para el acceso y uso equitativo y sustentable de los recursos hídricos, estableciendo la participación de la Federación, las entidades federativas y los municipios, así como la participación de la ciudadanía para la consecución de dichos fines.

(...)

(Párrafo noveno) En todas las decisiones y actuaciones del Estado se velará y cumplirá con el principio del interés superior de la niñez, garantizando de manera plena sus derechos. Los niños y las niñas tienen derecho a la satisfacción de sus necesidades de alimentación, salud, educación y sano esparcimiento para su desarrollo integral. Este principio deberá guiar el diseño, ejecución, seguimiento y evaluación de las políticas públicas dirigidas a la niñez.

(...)

(Párrafo décimo tercero) Toda persona tiene derecho a la cultura física y a la práctica del deporte. Corresponde al Estado su promoción, fomento y estímulo conforme a las leyes en la materia.

Artículo 22.º

(Párrafo primero) Quedan prohibidas las penas de muerte, de mutilación, de infamia, la marca, los azotes, los palos, el tormento de cualquier especie, la multa excesiva, la confiscación de bienes y cualesquiera otras penas inusitadas y trascendentales. Toda pena deberá ser proporcional al delito que sancione y al bien jurídico afectado.

Artículo 123.º

(...)

(Párrafo segundo)

(Apartado A)

(...)

(Fracción V) Las mujeres durante el embarazo no realizarán trabajos que exijan un esfuerzo considerable y signifiquen un peligro para su salud en relación con la gestación; gozarán forzosamente de un descanso de seis semanas anteriores a la fecha fijada aproximadamente para el parto y seis semanas posteriores al mismo, debiendo percibir su salario íntegro y conservar su empleo y los derechos que hubieren adquirido por la relación de trabajo. En el período de lactancia tendrán dos descansos extraordinarios por día, de media hora cada uno, para alimentar a sus hijos.

### Derechos de las víctimas de delitos sexuales
El artículo 20 de la Constitución general indica que la atención a las víctimas de delitos sexuales no debe retrasarse, condicionarse o restringirse de ninguna manera; pues se tratan de emergencias médicas. Las leyes secundarias correspondientes (como son la Ley General de Víctimas o la NOM-046-SSA2-2005) deben considerar procedimientos y servicios médicos que tiendan a la reparación del daño (como son la Interrupción Voluntaria del Embarazo y la anticoncepción de emergencia).
Ante la omisión o negación de cualquier centro hospitalario público para efectuar el aborto en víctimas de delitos sexuales, las fiscalías o el Ministerio Público (además de otros actores públicos que promuevan o protejan los derechos humanos, como la CNDH que se menciona anteriormente) podrían intervenir, sin dilación alguna, para que el procedimiento se realice.
Y, de ninguna manera, el aborto en víctimas de delitos sexuales significa que el crimen ha sido resarcido y que las o los agraviados no puedan o deban continuar con su demanda de búsqueda de justicia.

Artículo 20.º

(...)

(Apartado C) De los derechos de la víctima o del ofendido:

(...)

(Fracción III) Recibir, desde la comisión del delito, atención médica y psicológica de urgencia.

(Fracción IV) Que se le repare el daño. En los casos en que sea procedente, el Ministerio Público estará obligado a solicitar la reparación del daño, sin menoscabo de que la víctima u ofendido lo pueda solicitar directamente, y el juzgador no podrá absolver al sentenciado de dicha reparación si ha emitido una sentencia condenatoria. La ley fijará procedimientos ágiles para ejecutar las sentencias en materia de reparación del daño.

### Delimitación de competencias, superioridad jerárquica y el control constitucional
Los artículos 73 y 124 de la Constitución general establecen un equilibrio de facultades para cada uno de los poderes y niveles de gobierno del Estado mexicano, ya sea en el rango federal o local. Así, se establecen distintos tipos de ordenamientos jurídicos:
- Federales, que son las que contienen atribuciones conferidas únicamente a las autoridades federales (el Congreso de la Unión, la Administración Pública Federal, los órganos constitucionales autónomos o el Poder Judicial de la Federación).
- Locales, que son las que designan atribuciones que sólo conciernen a las autoridades locales (los congresos locales, las administraciones públicas locales, los órganos autónomos locales o los poderes judiciales locales).
- Nacionales, que son las que engloban atribuciones asignadas uniformemente a todas las autoridades, tanto federales como locales.
- Generales, que son las que señalan atribuciones concurrentes entre autoridades federales y locales, recalcando los alcances de cada uno, pero fijando una base mínima que debe observarse en todo el país, la cual puede ser complementada por cada entidad federativa.

Así, la normatividad local está totalmente subordinada a la general o nacional, por lo que no debe contravenirla; pero es independiente de la federal. No obstante, el artículo 133 constitucional menciona que las personas encargadas de la impartición de justicia y dotadas de jurisdicción para decidir litigios deben acatar lo que se considera válido tanto en la Constitución general como en las leyes creadas o reformadas por ambas cámaras del Poder legislativo de la Federación (federales, nacionales o generales), sin importar lo que legitimen las leyes locales o los tratados internacionales suscritos y ratificados por el Estado mexicano. Como se menciona al inicio, una de las labores de la SCJN recae en la interpretación de la norma constitucional debido a que no todos los asuntos se encuentran manifestados de manera explícita en el documento. 
Así, aquel Máximo Tribunal declaró en 2021 y 2023 que las penalizaciones (tanto a nivel local como federal) al aborto voluntario son inconstitucionales. Igualmente, los supuestos blindajes a la vida en gestación desde el momento de la concepción son totalmente inválidos. Y, que, la objeción de consciencia, aunque es un derecho constitucional de las y los trabajadores de los servicios de salud, debe estar debidamente limitada para que no impida que las y los pacientes de esos servicios puedan ejercer plenamente sus derechos constitucionales a la salud, el bienestar y a la libertad sexual y reproductiva. Por lo tanto, cualquier regulación local restrictiva en el tema de aborto legal y electivo no tendrá ninguna vigencia y será considerada letra muerta hasta que sean reformadas adecuadamente. Y, además, mientras que la legislación en las entidades restrictivas aún este pendiente, las juezas y los jueces de todo el país están obligados a sobreseer y anular cualquier juicio por aborto voluntario que cualquier fiscalía intente presentar.
Por último, los artículos 105 y 107 de la Constitución general refieren a la acción de inconstitucionalidad ante la SCJN como otro mecanismo de control de constitucionalidad (junto al amparo) contra la normatividad que contradiga a la propia Constitución general.

Artículo 73.º

El Congreso tiene facultad:

(...)

XVI. Para dictar leyes sobre nacionalidad, condición jurídica de los extranjeros, ciudadanía, naturalización, colonización, emigración e inmigración y salubridad general de la República.

(...)

XXI. Apartado b) Para expedir la legislación que establezca los delitos y las faltas contra la Federación y las penas y sanciones que por ellos deban imponerse; así como legislar en materia de delincuencia organizada.

(...)

XXIX-X. Para expedir la ley general que establezca la concurrencia de la federación, las entidades federativas, los municipios y, en su caso, las demarcaciones territoriales de la Ciudad de México, en el ámbito de sus respectivas competencias, en materia de derechos de las víctimas.

Artículo 124.º

(Párrafo único) Las facultades que no están expresamente concedidas por esta Constitución a los funcionarios federales, se entienden reservadas a los Estados o a la Ciudad de México, en los ámbitos de sus respectivas competencias.
Artículo 133.º

(Párrafo único) Esta Constitución, las leyes del Congreso de la Unión que emanen de ella y todos los tratados que estén de acuerdo con la misma, celebrados y que se celebren por el Presidente de la República, con aprobación del Senado, serán la Ley Suprema de toda la Unión. Los jueces de cada entidad federativa se arreglarán a dicha Constitución, leyes y tratados, a pesar de las disposiciones en contrario que pueda haber en las Constituciones o leyes de las entidades federativas.

Artículo 105.º

(Párrafo primero) La Suprema Corte de Justicia de la Nación conocerá, en los términos que señale la ley reglamentaria, de los asuntos siguientes:

(...)

(Fracción II) De las acciones de inconstitucionalidad que tengan por objeto plantear la posible contradicción entre una norma de carácter general y esta Constitución. Las acciones de inconstitucionalidad podrán ejercitarse, dentro de los treinta días naturales siguientes a la fecha de publicación de la norma, por:

(Sección a) El equivalente al treinta y tres por ciento de los integrantes de la Cámara de Diputados del
Congreso de la Unión, en contra de leyes federales.

(Sección b) El equivalente al treinta y tres por ciento de los integrantes del Senado, en contra de las
leyes federales o de tratados internacionales celebrados por el Estado Mexicano.

(Sección c) El Ejecutivo Federal, por conducto del Consejero Jurídico del Gobierno, en contra de normas
generales de carácter federal y de las entidades federativas.

(Sección d) El equivalente al treinta y tres por ciento de los integrantes de alguna de las Legislaturas de las entidades federativas en contra de las leyes expedidas por el propio órgano.

(...)

(Sección f) Los partidos políticos con registro ante el Instituto Nacional Electoral, por conducto de sus dirigencias nacionales, en contra de leyes electorales federales o locales; y los partidos políticos con registro en una entidad federativa, a través de sus dirigencias, exclusivamente en contra de leyes electorales expedidas por la Legislatura de la entidad federativa que les otorgó el registro.

(Sección g) La Comisión Nacional de los Derechos Humanos, en contra de leyes de carácter federal o de las entidades federativas, así como de tratados internacionales celebrados por el Ejecutivo Federal y aprobados por el Senado de la República, que vulneren los derechos humanos consagrados en esta Constitución y en los tratados internacionales de los que México sea parte. Asimismo, los organismos de protección de los derechos humanos equivalentes en las entidades federativas, en contra de leyes expedidas por las Legislaturas.

(...)

(Sección i) El Fiscal General de la República respecto de leyes federales y de las entidades federativas, en materia penal y procesal penal, así como las relacionadas con el ámbito de sus funciones.

Artículo 107.º

(...)

(Fracción II) Cuando los Tribunales Colegiados de Circuito establezcan jurisprudencia por reiteración, o la Suprema Corte de Justicia de la Nación por precedentes, en la cual se determine la inconstitucionalidad de una norma general, su Presidente lo notificará a la autoridad emisora. Transcurrido el plazo de 90 días naturales sin que se supere el problema de inconstitucionalidad, la Suprema Corte de Justicia de la Nación emitirá, siempre que fuere aprobada por una mayoría de cuando menos ocho votos, la declaratoria general de inconstitucionalidad, en la cual se fijarán sus alcances y condiciones en los términos de la ley reglamentaria.

## Normativa penal

### Consideraciones generales
Se regula por los 33 códigos penales que existen: 
- El Código Penal Federal, para los delitos del orden o fuero federal.
- Los correspondientes a cada entidad federativa, para los del orden o fuero común.

A grandes rasgos, sobre este tema, todos tutelan el bien jurídico de la vida y la salud a través de sus sanciones, tanto de la mujer y la persona gestante (de manera principal) y del producto de la concepción (de manera secundaria).
En la gran mayoría de las veces, el aborto es considerado una infracción local ya que no se ajusta a lo que determinan tanto los artículos 1.º a 6.º del Código Penal Federal como el artículo 51.º de la Ley Orgánica del Poder Judicial de la Federación sobre delitos federales. Para que sea considerado del orden federal tendrían que converger alguna de estas condiciones:
- Tiene que dañar a toda la sociedad en general. Pero el aborto solo afecta de manera particular a la persona que decide o es obligada a interrumpir su embarazo.
- Tiene que realizarse dentro del país involucrando a las instituciones del Estado mexicano, como en el IMSS, el ISSSTE, el ISSFAM, PEMEX o el IMSS-Bienestar (antiguamente Insabi).
- Tiene que realizarse fuera del país involucrando a las instituciones del Estado mexicano. Es decir, en las misiones diplomáticas de México, como son las embajadas y los consulados.
- Tiene que cometerse dentro o fuera de México, por una o un ciudadano mexicano o extranjero contra servidores públicos del Estado mexicano (la o el presidente, las o los secretarios del gabinete, las personas titulares de organismos autónomos o descentralizados, las o los agentes diplomáticos, las o los diputados y senadores del Congreso de la Unión, la o el titular de la Fiscalía General de la República, las o los ministros de la Suprema Corte de Justicia de la Nación, magistrados o jueces del Poder Judicial de la Federación).
- Tiene que cometerse dentro o fuera de México, por una persona empleada por el Estado mexicano, en ejercicio de sus funciones o con motivo de ellas.
- Tiene que iniciar fuera de México y continuar dentro del país, o viceversa. Pero en la gran mayoría de los casos sólo se castiga el acto consumado y no las tentativas.

Anteriormente, todos los códigos penales locales definían al aborto como el delito causado por la muerte del producto de la concepción en cualquier momento de la preñez. Sin embargo, en razón de la reforma de junio de 2011 al artículo 1.º de la Constitución Política de los Estados Unidos Mexicanos, la actualidad, en todas las entidad donde se ha despenalizado el aborto voluntario esa interpretación ha sido modificada para que sea el delito causado por la interrupción del embarazo después de un cierto número de semanas de gestación (12 o 13 según el lugar). Y, además, en casi todas las entidades permisivas (Aguascalientes, Baja California, Ciudad de México, Hidalgo, Oaxaca, Quintana Roo, Sinaloa y Zacatecas) y muy pocas restrictivas (Campeche), el embarazo se considera que inicia con la implantación del embrión en el endometrio (aproximadamente, una semana después de la fusión de ambos gametos), como también lo considera la Organización Mundial de la Salud (OMS) y la jurisprudencia de la Corte Interamericana de Derechos Humanos (CIDH) en el caso Artavia Murillo y otros (“Fecundación in Vitro”) vs. Costa Rica. Esto es así porque ese cambio constitucional pone a los tratados internacionales en materia de derechos humanos al mismo nivel que el resto de la legislación federal mexicana.
Según el Código Penal Federal, los delitos sólo pueden clasificarse según el propósito de quien los comete:

Artículo 8.º

Las acciones u omisiones delictivas solamente pueden realizarse dolosa o culposamente.

Artículo 9.º

Obra dolosamente el que, conociendo los elementos del tipo penal, o previendo como posible el resultado típico, quiere o acepta la realización del hecho descrito por la ley. Obra culposamente el que produce el resultado típico, que no previó siendo previsible o previó confiando en que no se produciría, en virtud de la violación a un deber de cuidado, que debía y podía observar según las circunstancias y condiciones personales.

Es decir, se denominan dolosos cuando se tiene la intención original de transgredir la ley completamente consciente del daño y de la ilegalidad de tal acto. Se denominan culposos cuando, sin la intención original de causar un perjuicio, el resultado de tal conducta es incorrecto debido a una negligencia u omisión. Esa misma clasificación también la adoptan los otros 32 códigos locales, que además suelen catalogar al aborto doloso como:
- Consentido o voluntario cuando la persona gestante desea interrumpir su embarazo y está convencida de hacerlo.
- Forzado o coaccionado cuando se realiza sin la autorización de la persona gestante pues esta no desea interrumpir su embarazo.
- Autoprocurado cuando la persona gestante interrumpe su embarazo por sí sola.
- Específico cuando interviene el personal médico, de enfermería o de partería.

La despenalización de la SCJN (y la que tiene que realizar cada entidad que aún no ha armonizado su legislación local) solo involucra al aborto consentido, ya sea autoprocurado o específico. El aborto forzado sigue y seguirá siendo un crimen que amerite penas más severas, sobre todo cuando hay violencia física o emocional de por medio.

### Causales y supuestos del aborto legal
Antes de la despenalización federal, en todos los códigos existían ciertas situaciones o condiciones por las cuales el aborto no podía ser sancionado. Esas causales o supuestos del aborto legal siguen y seguirán estando presentes, aún cuando el aborto voluntario desaparezca totalmente de los códigos penales (como se ha intentado en la Ciudad de México desde 2024), pues su relevancia ahora estaría ligada al acceso al aborto electivo después de los límites temporales que seguirían existiendo en las reglamentaciones de salud. En total son 10 y cada entidad establece cuales son válidas en su territorio y cuales no:
- Sin necesidad de justificación, hasta la semana 12 o 13 de gestación (dependiendo del lugar). Antes de las sentencias de la SCJN de septiembre de 2021, ya estaba contemplado en la Ciudad de México (el antiguo Distrito Federal) y en los estados de Oaxaca, Hidalgo y Veracruz; a los que se han añadido Coahuila, Baja California, Colima, Sinaloa, Guerrero, Baja California Sur, Quintana Roo, Aguascalientes, Jalisco, Chihuahua, Puebla, Nayarit, Zacatecas, Yucatán, San Luis Potosí, Michoacán, Morelos, Chiapas y Estado de México. En algunas de estas entidades hubo una reforma legislativa. Y en algunas otras las sanciones fueron invalidadas o se obligó a los congresos locales a reformar su legislación local por una sentencia judicial.
- Por aborto espontáneo, cuando es consecuencia de un acto imprudencial, culposo o no premeditado; de un accidente o de una emergencia obstétrica.
- Por embarazo forzado, el cual se subdivide en 2:
  - Cuando es resultado de una agresión sexual, abuso sexual, estupro, lenocinio o trata de personas; en todas las entidades (aunque solo se menciona en 31). Se puede acceder al servicio en cualquier momento del embarazo, en cualquier lugar del país y antes de que los ministerios públicos o las fiscalías intervengan debido a las normativas federales de la NOM-046-SSA2-2005 y la Ley General de Víctimas. Todos los códigos que siguen considerando un límite máximo en la gestación (generalmente de 3 meses, 12 semanas o 90 días), así como una denuncia o autorización previa de las autoridades judiciales, han sido declarados como inconstitucionales por sentencias CC 53/2016, CC 45/2016 y AR 438/2020.
    - En Jalisco se hace hincapié en el abuso sexual infantil.
    - En Aguascalientes e Hidalgo se hace hincapié en el estupro.

  - Cuando es resultado de una inseminación artificial no consentida.
- Por aborto terapéutico, que se subdivide en 3 y generalmente requieren el juicio de personal médico especialista:
  - Cuando existe peligro de muerte de la mujer o de la persona gestante, aún cuando el deceso pudiera no ser inmediato.
  - Cuando existe grave daño a la salud de la mujer o de la persona gestante, debido a que su bienestar físico o social se deteriora. O porque se agrave algún padecimiento físico o mental preexistente o crónico. O cuando es necesario continuar con algún tratamiento médico o terapéutico.
  - Cuando existe un trastorno ginecológico de la mujer o de la persona gestante que impidió que tuviera conocimiento de su embarazo.

- Por aborto eugenésico, cuando se diagnostican alteraciones genéticas o congénitas graves en el feto, aunque no es necesario que sean incompatibles con la vida extrauterina.
- Por aborto por causas económicas graves o precariedad económica. Solo en Campeche, Michoacán y Yucatán, cuando se justifique una profunda y grave situación precaria. En el caso del segundo estado, la inviabilidad económica solamente aplica si la madre tiene 3 hijos o más.
- Por negligencia, obstaculización o privación de la libertad o trata de personas. Por ahora solo se aplica en 7 entidades:
  - En Campeche, Colima, Guerrero y Baja California Sur, si la mujer o la persona gestante con intención de abortar no pudo hacerlo durante el plazo legal porque alguna autoridad se lo impidió, cometiendo así una grave violación a sus derechos.
  - En Colima, si la mujer o la persona gestante con intención de abortar no pudo hacerlo durante el plazo legal porque el personal médico o de enfermería omitió señalarle que tenía ese derecho.
  - En Michoacán, si la mujer o la persona gestante con intención de abortar no pudo hacerlo durante el plazo legal porque el personal médico o de enfermería impidió o prorrogó el servicio.
  - En el Estado de México, si la mujer o la persona gestante con intención de abortar no pudo hacerlo porque fue amenazada, obstaculizada, ocultada o secuestrada.
  - En Campeche si la mujer o la persona gestante con intención de abortar fue víctima de lenocinio.

En el Código Penal Federal solo se reconocen tres:

Artículo 333.º

No es punible el aborto causado sólo por imprudencia de la mujer embarazada, o cuando el embarazo sea resultado de una violación.

Artículo 334.º

No se aplicará sanción: cuando de no provocarse el aborto, la mujer embarazada corra peligro de muerte, a juicio del médico que la asista, oyendo éste el dictamen de otro médico, siempre que esto fuere posible y no sea peligrosa la demora.

| Entidad federativa  | Regulado por                           | Tipo | VE     | IC | AS | IF | AC | PM | RS | TG | EP | NO |
| ------------------- | -------------------------------------- | ---- | ------ | -- | -- | -- | -- | -- | -- | -- | -- | -- |
| Aguascalientes      | Código Penal Artículo 103 Artículo 196 | ★    | VE(RL) | IC | AS |    | AC |    |    |    |    |    |
| Baja California     | Código Penal Artículo 136              | ★    | VE(RL) | IC | AS | IF | AC |    | RS |    |    |    |
| Baja California Sur | Código Penal Artículo 156              | ★    | VE(RL) | IC | AS | IF | AC | PM | RS |    |    | NO |
| Campeche            | Código Penal Artículo 159              | ★    | VE(RL) | IC | AS | IF | AC | PM | RS |    | EP | NO |
| Chiapas             | Código Penal Artículo 183              | ♦    | VE(RL) | IC | AS | IF | AC | PM |    |    |    |    |
| Chihuahua           | Código Penal Artículo 146              | ★    | VE(SJ) | IC | AS | IF |    |    | RS |    |    |    |
| Ciudad de México    | Código Penal Artículo 148              | ★    | VE(RL) | IC | AS | IF | AC |    | RS |    |    |    |
| Coahuila            | Código Penal Artículo 148              | ♦    | VE(SJ) | IC | AS | IF | AC | PM | RS |    |    |    |
| Colima              | Código Penal Artículo 141              | ♦    | VE(RL) | IC | AS | IF | AC | PM | RS |    |    | NO |
| Durango             | Código Penal Artículo 150              | ★    |        | IC | AS |    |    | PM |    |    |    |    |
| Guanajuato          | Código Penal Artículo 163              | ♦    |        | IC | AS |    |    |    |    |    |    |    |
| Guerrero            | Código Penal Artículo 159              | ★    | VE(RL) | IC | AS | IF | AC | PM | RS |    |    | NO |
| Hidalgo             | Código Penal Artículo 158              | ★    | VE(RL) | IC | AS | IF | AC | PM | RS |    |    |    |
| Jalisco             | Código Penal Artículo 229              | ★    | VE(RL) | IC | AS | IF | AC | PM | RS |    |    |    |
| Estado de México    | Código Penal Artículo 251              | ★    | VE(RL) | IC | AS | IF | AC | PM | RS | TG |    | NO |
| Michoacán           | Código Penal Artículo 146              | ♦    | VE(RL) | IC | AS | IF | AC | PM | RS |    | EP | NO |
| Morelos             | Código Penal Artículo 119              | ♦    | VE(SJ) | IC | AS | IF | AC | PM |    |    |    |    |
| Nayarit             | Código Penal Artículo 371              | ♦    | VE(RL) | IC | AS |    | AC | PM | RS |    |    |    |
| Nuevo León          | Código Penal Artículo 331              | ♦    |        |    | AS |    |    | PM | RS |    |    |    |
| Oaxaca              | Código Penal Artículo 316              | ★    | VE(RL) | IC | AS | IF | AC | PM | RS |    |    |    |
| Puebla              | Código Penal Artículo 343              | ♦    | VE(RL) | IC | AS | IF | AC | PM |    |    |    |    |
| Querétaro           | Código Penal Artículo 142              | ♦    |        | IC | AS |    |    |    |    |    |    |    |
| Quintana Roo        | Código Penal Artículo 97               | ♦    | VE(RL) | IC | AS | IF | AC | PM | RS |    |    |    |
| San Luis Potosí     | Código Penal Artículo 150              | ★    | VE(RL) | IC | AS | IF |    |    |    |    |    |    |
| Sinaloa             | Código Penal Artículo 158              | ★    | VE(RL) | IC | AS | IF | AC | PM | RS | TG |    |    |
| Sonora              | Código Penal Artículo 269 Artículo 270 | ♦    |        | IC | AS |    |    | PM |    |    |    |    |
| Tabasco             | Código Penal Artículo 136              | ♦    |        |    | AS | IF |    | PM |    |    |    |    |
| Tamaulipas          | Código Penal Artículo 361              | ♦    |        | IC | AS |    |    | PM | RS |    |    |    |
| Tlaxcala            | Código Penal Artículo 243              | ★    |        | IC | AS | IF | AC | PM | RS |    |    |    |
| Veracruz            | Código Penal Artículo 154              | ★    | VE(RL) | IC | AS | IF | AC | PM | RS |    |    |    |
| Yucatán             | Código Penal Artículo 393              | ★    | VE(RL) | IC | AS | IF | AC | PM |    |    | EP |    |
| Zacatecas           | Código Penal Artículo 313              | ★    | VE(RL) | IC | AS | IF | AC | PM | RS |    |    |    |
| México              | Código Penal Artículo 333 Artículo 334 | ♦    | VE(SJ) | IC | AS |    |    | PM |    |    |    |    |

| Indica excluyente de responsabilidad Indica no punibilidad Indica causal de aborto voluntario sin justificación (VE) (por reforma legislativa) Indica causal de aborto voluntario sin justificación (VE) (por sentencia judicial) Indica causal de aborto imprudencial o culposo (IC) Indica causal de aborto por agresión sexual (AS) Indica causal de aborto por inseminación artificial forzada (IF) Indica causal de aborto por alteraciones congénitas (AC) Indica causal de aborto por peligro de muerte (PM), riesgo a la salud (RS) o trastorno ginecológico (TG) Indica causal de aborto por condiciones económicas o precariedad económica (EP) Indica causal de aborto por negligencia, obstaculización o secuestro (NO) |

De manera particular, Guanajuato y Querétaro son aún los estados con mayores restricciones, pues solamente tienen contemplada la violación y el aborto imprudencial para terminar con un embarazo de manera legal, incluso si la vida o salud de la madre se encuentra en riesgo. Igualmente, antes de la despenalización de la SCJN, la situación era preocupante en Chiapas, Nuevo León y Tabasco; pues aún no incluyen al aborto imprudencial (teniendo en cuenta que, inclusive en aquellos estados donde sí se consideraba, muchas mujeres pobres e indígenas fueron encarceladas de manera injusta).
En Coahuila existe un caso particular pues el poder legislativo local aún no ha modificado los artículos del Código Penal declarados como inconstitucionales por la SCJN (sentencia AI 148/2017 y AR 79/2023). Desde entonces, los abortos electivos se permiten más allá de la duodécima semana (en teoría hasta la semana 22) ya que se rigen por el Lineamiento Técnico para la Atención del Aborto Seguro en México que es un protocolo federal. 
También está el caso de Aguascalientes, Jalisco, Nayarit, Zacatecas, Yucatán, San Luis Potosí, Morelos y Chiapas; donde las sentencias establecían que las reformas eran obligatorias por lo que, en la mayoría de sus congresos locales, han tenido que atenderlas antes de finalizar el periodo legislativo señalado o se enfrentaría a sanciones.
En Chihuahua, la situación es sui géneris, ya que aunque las sentencias judiciales también reconocen que las restricciones al aborto electivo impuestas por la normativa penal son completamente inconstitucionales, únicamente obligan al gobierno local a informar y ofrecer servicios de aborto voluntario en las unidades públicas de salud, incluso cuando su poder legislativo local se niegue a reformar las leyes correspondientes. Además, es posible presentar denuncias y sancionar a las autoridades de salud si los hospitales y clínicas públicas en la entidad niegan o retrasan los procedimientos solicitados.
A nivel federal, la SCJN invalidó las sanciones por aborto consentido en el Código Penal Federal en septiembre de 2023. Pero no estableció un mandato hacia el Congreso de la Unión para cumplirse en lo inmediato. Por lo que aún existe esa laguna legal.
Finalmente, estos supuestos o causales pueden ser de no punibilidad / de excusa absolutoria o de excluyente de responsabilidad / de excluyente de delito. Los dos primeros significan que, cuando se comete dicha conducta, sí existe un delito, pero no merece ser sancionado. Los segundos significan que, cuando se realiza dicha acción, simplemente no existe crimen alguno que castigar. Es por eso que, en teoría, los dos primeros no eran un obstáculo para el ejercicio de la acción penal ya que la mujer o la persona gestante sigue siendo considerada como un infractor y por lo tanto podía enfrentar un procedimiento totalmente innecesario. Así, los segundos se consideran mejores, especialmente ahora que el aborto consentido ya no puede ser criminalizado. Entonces, de nuevo, todas las entidades deberían armonizar también estos conceptos. La primera en hacerlo fue el antiguo DF (ahora CDMX) en 2002, y a partir de entonces también lo han hecho casi todas las entidades que han legalizado el aborto voluntario además de Campeche, Chihuahua, Durango y Tlaxcala.
De nueva cuenta en Aguascalientes, previo a la armonización, las causales eran de excluyente de responsabilidad / de excluyente de delito (violación y peligro de muerte), mientras que otros se consideran de no punibilidad / de excusa absolutoria (imprudencial o culposo). Esto se traducía en una recriminación sutil hacia la conducta de las mujeres y las personas gestantes, muy probablemente basada en estereotipos sexistas, pues a pesar de que en ambos casos no existía castigo, para las instituciones judiciales de ese estado, las y los gestantes eran técnicamente culpables hasta por los accidentes e imprevistos que puedan sufrir de manera natural o espontánea (como una emergencia obstétrica en un embarazo de alto riesgo).

### Sanciones, penas y castigos
De manera general, las sanciones (desde 2021 y 2023, únicamente se puede hacer efectiva por aborto forzado) pueden incluir privación de la libertad, multas o medidas alternativas. Cada código establece que penas serían válidas en su territorio y cuáles no. Igualmente, cada uno especifica el tiempo que la o el condenado debe purgar. La gran mayoría, inclusive las entidades que han realizado la armonización, establecen castigos tanto a los gestantes como a los colaboradores (donde se encuentra cualquier tercero que tenga alguna participación, familiares, amigos, conocidos, vecinos o personal médico, de enfermería y de servicios de matronería y partería).
Las sanciones por prisión podían ir desde 15 días hasta 5 años. Si bien, desde septiembre de 2021, la despenalización por aborto consentido es efectiva en los hechos; muy pocas entidades, inclusive las permisivas, han modificado sus códigos para desterrar, de manera oficial, las penas de cárcel como lo señala la SCJN. Es decir, los castigos aún están incluidos en la redacción del documento, pero simplemente no se pueden aplicar. En las entidades con aborto electivo liberalizado, la sanción únicamente se podía imputar cuando la interrupción se realizaba después del límite legal (antes de septiembre de 2021). En la actualidad, sólo los códigos de Colima, Chiapas, Guerrero, Michoacán y Veracruz no impondrían encarcelamiento al gestante pero sí al colaborador. Por su parte, en Baja California Sur y Sinaloa no existiría reclusión para ninguno de los dos. Todos, excepto Coahuila y Zacatecas, mencionan que no se puede perseguir la tentativa, cuando esta produzca lesiones al producto del embarazo o a la mujer o la persona gestante, solo se castiga cuando es consumado.
Los gravámenes económicos pueden estar tasados en días de Salario Mínimo (VSM, esquema anterior a 2016) o en Unidades de Medida y Actualización (UMA, creado en 2016). Es importante recordar que la UMA (con la que también se tasan otras obligaciones como créditos, impuestos, cuotas, pensiones y deducciones personales) se actualiza cada año y no cuando se da un aumento salarial (lo que ha permitido reducir el impacto inflacionario a las ganancias de los trabajadores). En Aguascalientes, la multa puede llegar a ser mayor debido a que se señala "la reparación total de los daños", que como se ha mencionado anteriormente, en el caso del aborto voluntario, ese precepto es totalmente absurdo pues se trata de una decisión personal que no afecta absolutamente en nada al resto de la sociedad.
Por último, las medidas alternativas consisten en tratamientos integrales (educativos, sanitarios o psicológicos) al igual que trabajo a favor de la comunidad, pero en libertad. Si bien parecieran ser menos graves que la prisión, en muchos casos siguen siendo problemáticas cuando no se menciona la perspectiva de género, la sensibilización en los derechos humanos y la elusión a estereotipos que estigmaticen, discrimine o atenten contra la dignidad de las personas. Solo en Colima, Chiapas y Veracruz se indica que se debe ser respetuoso con los derechos humanos del gestante o con lo dispuesto en sus respectivas leyes de acceso a una vida libre de violencia para las mujeres. Por otro lado está Tamaulipas donde se señalan los “valores humanos de la maternidad” y el “fortalecimiento de la familia”, lo que refuerza el concepto arcaico y conservador de la maternidad como una función obligatoria de todas las mujeres (totalmente contrario a los ideales progresistas de la constitución general y de las jurisprudencias de la SCJN). También en Jalisco sucedía esto, pero fue finalmente eliminado en 2024 cuando se despenalizó formalmente el aborto voluntario en esa entidad.
En la actualidad, pocos códigos siguen considerando atenuantes por aborto consentido. Antes de 2021, servían para reducir el tiempo que una persona purgaba sentencia en la cárcel. Casi todos están basados en estereotipos y prejuicios sexistas y anticuados.
En primer lugar, están las consideradas cláusulas por honor. En el caso del Código Penal Federal, son una "herencia" de los códigos federales previos de 1871 y 1924 y se describen tres condiciones para acceder a ellas:

Artículo 333.º

Se impondrán de seis meses a un año de prisión, a la madre que voluntariamente procure su aborto o consienta en que otro la haga abortar, si concurren estas tres circunstancias:

I.- Que no tenga mala fama.

II.- Que haya logrado ocultar su embarazo.

III.- Que este sea fruto de una unión ilegítima.

Esas mismas tres siguen presentes en Tamaulipas donde se cambia el concepto de "unión ilegítima" por el de "concubinato o unión fuera del matrimonio". Por su parte, en el Estado de México, previo a su despenalización (en 2024), solamente se mencionaba "ocultar la deshonra". En Oaxaca y en Zacatecas también existían estas 3 condiciones pero fueron eliminadas con sus respectivas reformas a favor de la despenalización (en 2019 y 2024). En el caso del segundo estado, la interrupción debía realizarse antes del quinto mes de embarazo.
En segundo lugar, están las cláusulas por progenitor, que únicamente permanecen en Querétaro, donde el padre tuvo que haber otorgado el consentimiento para abortar o tendría que vivir con la madre y cumplir con las "obligaciones inherentes a la unión". En 2022, con la despenalización en Quintana Roo, esta condición fue eliminada.
En Guerrero, antes de la armonización en mayo de 2022, se tenía un caso interesante pues se ponderaban las condiciones personales de la mujer: su estado de salud, su instrucción, las circunstancias en las que se produjo la concepción, el tiempo que duró el embarazo o la posición y la condición de género. Esto podía ser favorable o contraproducente dependiendo de la inclusión o la falta de perspectiva de género y sensibilización en los derechos humanos durante el proceso judicial. Sin embargo, el artículo que aludía a esto, ya fue derogado.

## Normativa sanitaria

### Leyes de salud
| Entidad federativa  | ¿Se complementa de la Ley General de Salud? | ¿Señala a la NOM-046-SSA2-2005? | ¿Limita el tiempo de espera al reunir requisitos? | ¿Limita la objeción de consciencia?        | ¿Establece explícitamente universalidad? | Otras consideraciones                              |
| ------------------- | ------------------------------------------- | ------------------------------- | ------------------------------------------------- | ------------------------------------------ | ---------------------------------------- | -------------------------------------------------- |
| Aguascalientes      | Sí                                          | Pendiente                       | Pendiente                                         | Pendiente                                  | Pendiente                                | Utiliza protocolos federales.                      |
| Baja California     | Sí                                          | Artículo 50.º nonies            | Artículo 50.º nonies indica 5 días hábiles        | Artículo 50.º decies                       | Artículo 50.º nonies                     | Utiliza protocolos federales.                      |
| Baja California Sur | Sí                                          | Artículo 62.º                   | Artículo 62.º indica 5 días                       | Artículos 32.º bis, 32.º ter y 32.º quater | Artículo 62.º                            | Utiliza protocolos federales.                      |
| Campeche            | Sí                                          | Pendiente                       | Pendiente                                         | Pendiente                                  | Pendiente                                | Utiliza protocolos federales.                      |
| Chiapas             | Sí                                          | Pendiente                       | Pendiente                                         | Pendiente                                  | Pendiente                                | Utiliza protocolos federales.                      |
| Chihuahua           | Sí                                          | Pendiente                       | Pendiente                                         | Pendiente                                  | Pendiente                                | Utiliza protocolos federales.                      |
| Ciudad de México    | Sí                                          | Artículos 6.º y 81.º            | Artículo 81.º indica 5 días                       | Artículo 82.º                              | Artículo 81.º                            | Artículo 144.º incluye a centros de reclusión.     |
| Coahuila            | Sí                                          | Pendiente                       | Pendiente                                         | Pendiente                                  | Pendiente                                | Utiliza protocolos federales.                      |
| Colima              | Sí                                          | Artículos 3.º y 62.º quinquies  | Artículo 62.º octies indica 5 días                | Artículo 30.º                              | Artículo 62.º quinquies                  | Artículo 113.º bis incluye a centros de reclusión. |
| Durango             | Sí                                          | Pendiente                       | Pendiente                                         | Pendiente                                  | Pendiente                                | -                                                  |
| Guanajuato          | Sí                                          | Pendiente                       | Pendiente                                         | Pendiente                                  | Pendiente                                | -                                                  |
| Guerrero            | Sí                                          | Pendiente                       | Pendiente                                         | Pendiente                                  | Pendiente                                | Utiliza protocolos federales.                      |
| Hidalgo             | Sí                                          | Pendiente                       | Pendiente                                         | Artículo 12.º quáter                       | Pendiente                                | Artículo 98.º incluye a centros de reclusión.      |
| Jalisco             | Sí                                          | Pendiente                       | Pendiente                                         | Parcialmente. Artículo 187.º               | Pendiente                                | Utiliza protocolos federales.                      |
| Estado de México    | Sí                                          | Pendiente                       | Pendiente                                         | Pendiente                                  | Pendiente                                | -                                                  |
| Michoacán           | Sí                                          | Pendiente                       | Pendiente                                         | Pendiente                                  | Pendiente                                | Utiliza protocolos federales y locales.            |
| Michoacán           | Sí                                          | Artículo 2.º                    | Pendiente                                         | Artículo 6.º                               | Pendiente                                | Utiliza protocolos federales y locales.            |
| Morelos             | Sí                                          | Pendiente                       | Pendiente                                         | Parcialmente. Artículo 12.º bis            | Pendiente                                | Utiliza protocolos federales.                      |
| Nayarit             | Sí                                          | Pendiente                       | Pendiente                                         | Pendiente                                  | Pendiente                                | Utiliza protocolos federales.                      |
| Nuevo León          | Sí                                          | Pendiente                       | Pendiente                                         | Pendiente                                  | Pendiente                                | -                                                  |
| Oaxaca              | Sí                                          | Pendiente                       | Artículo 65.º ter indica 3 días naturales         | Pendiente                                  | Artículo 65.º ter                        | Utiliza protocolos federales.                      |
| Puebla              | Sí                                          | Pendiente                       | Pendiente                                         | Pendiente                                  | Pendiente                                | Utiliza protocolos federales.                      |
| Querétaro           | Sí                                          | Pendiente                       | Pendiente                                         | Pendiente                                  | Pendiente                                | -                                                  |
| Quintana Roo        | Sí                                          | Pendiente                       | Pendiente                                         | Pendiente                                  | Pendiente                                | Utiliza protocolos federales.                      |
| San Luis Potosí     | Sí                                          | Artículos 36.º y 96.º bis       | Pendiente                                         | Pendiente                                  | Pendiente                                | Utiliza protocolos federales.                      |
| Sinaloa             | Sí                                          | Artículo 86.º bis               | Pendiente                                         | Artículo 86.º bis 2                        | Artículo 86.º bis                        | Artículo 235.º bis incluye a centros de reclusión. |
| Sonora              | Sí                                          | Pendiente                       | Pendiente                                         | Pendiente.                                 | Pendiente.                               | -                                                  |
| Tabasco             | Sí                                          | Pendiente                       | Pendiente                                         | Pendiente                                  | Pendiente                                | -                                                  |
| Tamaulipas          | Sí                                          | Pendiente                       | Pendiente                                         | Parcialmente. Artículo 6.º bis             | Pendiente                                | Artículo 30.º bis alude al aborto legal            |
| Tlaxcala            | Sí                                          | Pendiente                       | Artículo 44.º bis indica 5 días                   | Artículo 44.º bis A                        | Pendiente                                | -                                                  |
| Veracruz            | Sí                                          | Pendiente                       | Pendiente                                         | Pendiente                                  | Pendiente                                | Utiliza protocolos federales y locales.            |
| Veracruz            | Sí                                          | Página 53                       | Página 49 indica 3 días hábiles                   | Página 28 a 33 y 52                        | Página 48 y 62 a 63                      | Utiliza protocolos federales y locales.            |
| Yucatán             | Sí                                          | Pendiente                       | Pendiente                                         | Pendiente                                  | Pendiente                                | Utiliza protocolos federales.                      |
| Zacatecas           | Sí                                          | Pendiente                       | Pendiente                                         | Artículo 52.º bis                          | Pendiente                                | Utiliza protocolos federales.                      |
| México              | Es normativa federal                        | Pendiente                       | Pendiente                                         | Parcialmente. Artículo 10.º bis            | Artículo 3.º, fracción II bis            | Complementa a las leyes locales de salud.          |

| Aborto electivo permitido. Existen protocolos o guías locales. Aborto electivo permitido. No existen regulaciones o guías locales. Aborto electivo restringido. |

 Indica un cierto tiempo máximo de espera al reunir los requisitos
 Indica objeción de consciencia limitada
En total son 33: 
- La Ley General de Salud para asuntos que incuben a la federación y a todas las entidades federativas.
- Los complementarias a cada entidad para sus asuntos locales.

A grandes rasgos, todos sistematizan el derecho constitucional a la protección de la salud que tiene cualquier persona que reside en México así como las bases y modalidades para el acceso a los servicios y programas de salud proporcionados por las instituciones y organismos públicos (ya sean federales o locales).
Todas tienen apartados que tratan sobre las políticas de planificación familiar, pero solo en algunas que han legalizado el aborto electivo se incluyen artículos, fracciones o capítulos sobre el aborto legal (que, como se ha dicho, se relaciona con las causales y los supuestos que aún están presentes en cada uno de los códigos penales). De hecho, la Ley General de Salud no tiene ninguna referencia sobre esto último. De cualquier manera, algunas de las entidades permisivas, señalan que las mujeres o las personas gestantes deben recibir servicios de conserjería y orientación, no solo médica sino también psicológica y hasta social, con información científica, veraz, clara, oportuna y sin sesgos ideológicos o estereotipos para que conozcan sus opciones, derechos y posibles riesgos o consecuencias. Igualmente, suelen indicar un tiempo máximo de espera para realizar el procedimiento una vez presentada la solicitud y reunidos los requisitos. También ofrecen, de manera opcional, asistencia en salud sexual y reproductiva posterior a la interrupción del embarazo. 
Las leyes de salud de algunas entidades permisivas indican que deben seguirse las guías y protocolos de buenas prácticas emitidos por las autoridades sanitarias internacionales o federales (por ejemplo, el Lineamiento Técnico para la Atención del Aborto Seguro en México). Tanto Michoacán como Veracruz emiten sus propios lineamientos y protocolos locales como documentos independientes.
En casos de delitos sexuales, tanto la Ciudad de México como Baja California Sur, Colima, San Luis Potosí y Sinaloa; mencionan de manera explícita la NOM-046-SSA2-2005. Mientras que Baja California hace lo mismo junto a su Ley de Víctimas local. No obstante, esto es un mero formalismo ya que todas, hasta las entidades restrictivas, deben acatar todos los reglamentos federales o locales contra la violencia sexual. Así mismo, aunque legislación federal no mencione de manera explícita a la NOM-046-SSA2-2005 o la Ley General de Víctimas, todas las clínicas y hospitales pertenecientes a instituciones federales de salud deben cumplirla. En Michoacán y Veracruz esa alusión no se encuentra en sus leyes de salud, pero sí en sus guías locales.
Tanto el artículo 3, fracción II bis, como todo el Título Tercero Bis de la Ley General de Salud (al igual que el Reglamento de la Ley General de Salud en materia de protección social en salud) tratan sobre la gratuidad de los servicios médicos e insumos asociados para las personas que no están adscritas a algún sistema de seguridad social federal (IMSS, ISSSTE o ISSFAM) para así hacer cumplir la universalidad que establece el artículo 4.º de la Constitución Política de los Estados Unidos Mexicanos. Si bien la Suprema Corte de Justicia de la Nación declaró inválidas las sanciones al aborto voluntario en el Código Penal Federal, lo que abriría la puerta al servicio de aborto sin necesidad de justificación en las clínicas y hospitales federales, estas instituciones de salud (ubicadas tanto en entidades permisivas como restrictivas) siguen negándose a practicar procedimientos de interrupción del embarazo en las causales o supuestos que el mismo Código Penal Federal no contempla aún. Por lo que los y las pacientes tienen que ser remitidos a centros sanitarios pertenecientes a las secretarias de salud locales. Es por eso que todas las entidades permisivas autorizan el servicio de aborto electivo a cualquier gestante, sin importar si tienen o no, un seguro público o privado. Aun así, existe la ruta de los amparos personales, al menos para la interrumpción por la causal de grave daño a la salud, pues existe ya un precedente de la misma SCJN. 
A nivel local, las entidades permisivas (como en Baja California, Baja California Sur, Ciudad de México, Colima, Hidalgo, Jalisco, Michoacán, Sinaloa y Veracruz) y algunas restrictivas (como en Morelos, Tamaulipas y Tlaxcala) generalmente limitan la objeción de consciencia para que sea un derecho del personal de salud y no un obstáculo para que las mujeres y personas gestantes puedan ejercer los suyos de la siguiente manera:
- No se puede invocar en casos de urgencia; para salvaguardar la salud o la vida de la o del gestante, cuando el embarazo es resultado de violación o cuando el plazo legal está próximo a vencer.
- El personal objetor debe referir de manera inmediata al paciente con personal no objetor.
- Todos los centros sanitarios públicos están obligados a contar de manera permanente con suficiente personal no objetor.

Sin embargo, a nivel federal (la Ley General de Salud) y en algunas entidades (Jalisco, Morelos y Tamaulipas) sus disposiciones se ajustan parcialmente a los precedentes de la SCJN ya que aún es necesario acotarla mucho más:

Artículo 10.º Bis

El Personal médico y de enfermería que forme parte del Sistema Nacional de Salud, podrán ejercer la objeción de conciencia y excusarse de participar en la prestación de servicios que establece esta Ley.

Cuando se ponga en riesgo la vida del paciente o se trate de una urgencia médica, no podrá invocarse la objeción de conciencia, en caso contrario se incurrirá en la causal de responsabilidad profesional.

El ejercicio de la objeción de conciencia no derivará en ningún tipo de discriminación laboral.

En el caso de las entidades permisivas y en vías de liberalización donde sus leyes de salud no tratan de ninguna manera los servicios de aborto electivo, ni existen guías locales (como en Aguascalientes, Chiapas, Chihuahua, Coahuila, Guerrero, Morelos, Nayarit, Puebla, Quintana Roo, San Luis Potosí, Yucatán y Zacatecas) se debería seguir el Lineamiento Técnico para la Atención del Aborto Seguro en México para subsanar esos vacíos y lagunas jurídicas sobre objeción de consciencia, criterios, procedimientos, protocolos y hasta plazos.

### Servicios del Aborto Seguro
A partir de mediados de 2021, el gobierno federal proporciona este esquema en algunas unidades hospitalarias públicas del Sistema Nacional de Salud de todo el país. Su objetivo es facilitar el acceso a abortos legales (de acuerdo con el marco legal vigente de cada entidad y a la NOM-046-SSA2-2005) a través de un trato de calidad, oportuno, resolutivo, integral, cálido, empático, confidencial, sin estigmas, sin juicios, sin discriminación; sin tratos inhumanos, crueles o degradantes y con personal capacitado, comprometido y sensibilizado. No solo se concentran en el aborto inducido, sino que también hincapié en el aborto espontáneo (diferido, inevitable, en evolución o incompleto).
Los criterios, procedimientos y protocolos del programa se encuentran consignados en el Lineamiento Técnico para la atención del Aborto Seguro en México, realizado por la Secretaría de Salud (SSA) federal junto con el Centro Nacional de Equidad de Género y Salud Reproductiva (CNEGSR). Incluye directrices e información correcta y suficiente basada en la mejor evidencia científica disponible, con perspectiva de género y de derechos humanos, así como con tecnología e insumos clínicos adecuados:
- Es de los pocos documentos federales que mencionan a los miembros de la diversidad sexogenérica (hombres trans, personas no binarias, queer, gender fluid, agénero o bigénero) aunque los agrupa bajo el concepto de "usuarias" (lo que es una inconsistencia y desacierto).
- Aclara de manera detallada cuales son los derechos humanos, reproductivos y sexuales reconocidos en la Constitución general y los tratados internacionales que México ha suscrito.
- Enfatiza la importancia del aborto legal realizado por instituciones de salud del Estado, pues cuando este lo obstaculiza, las personas son forzadas a buscar tratamientos inseguros y poco efectivos con personal poco capacitado adecuada que podría dañar su bienestar físico, mental y social.
- Señala que los procedimientos deben ser prioritarios pues son sensibles al tiempo y no pueden ni deben suspenderse aún en contextos de crisis humanitarias o sanitarias (como durante la pandemia de la COVID-19). Son más seguros mientras más pronto se realicen, de lo contrario, se podrían conducir a daños prevenibles e injustificados.
- Reitera que no debe existir un plazo para realizar la Interrupción Voluntaria del Embarazo (IVE), ya que es un derecho de las víctimas de violencia sexual, cuya atención debe inmediata y sin condicionarla al cumplimiento de requisitos previos (como denuncia penal o autorización judicial).
- Indica que la objeción de conciencia es un derecho del personal de los servicios de salud, pero debe estar acotada para no comprometer la continuidad en la asistencia sanitaria demandada. No puede invocarse en casos de urgencia, ni a nivel institucional. Se debe canalizar al paciente sin delación a personal no objetor o de lo contrario se estaría incurriendo en una irresponsabilidad que deberá ser sancionada.
- Reconoce la autogestión, la autoasistencia y la telemedicina de cualquier comunidad con o sin el apoyo de un prestador de atención sanitaria.
- Enfatiza la salud mental, los principios bioéticos del consentimiento informado (para no imponer, sugerir o intentar cambiar la decisión de la o el gestante) y el lenguaje accesible y fácil de entender del personal sanitario al paciente (para explicar la terminología médica o legal).
- Señala como debe ser el proceso que deben llevar las y los gestantes; desde el primer contacto (entrevistas, exploración física y exámenes de laboratorio y ultrasonidos), los procedimientos (preparación previa del paciente, procesamiento instrumental, dosis recomendadas y manejo de posibles complicaciones como dolor, hemorragias o infecciones) y hasta el seguimiento final (anticoncepción postaborto, consultas rutinarias y vinculación intrainstitucional o intersectorial).
- Únicamente hay dos abordajes aprobados: el de medicamentos o farmacéutico (misoprostol solo o combinado con mifepristona; por vía bucal, sublingual, oral o vaginal) y el quirúrgico o instrumental (aspiración manual endouterina o aspiración eléctrica endouterina). El legrado uterino instrumental se considera obsoleto y nocivo, por lo que está totalmente desaconsejado. En el primer trimestre, el procedimiento siempre será ambulatorio por lo que se puede realizar en cualquier unidad de primer nivel, mientras que en el segundo trimestre se requiere de atención intrahospitalaria.

Finalmente, como utiliza la misma definición de la OMS y la Organización Panamericana de la Salud (OPS) sobre el aborto (la terminación de un embarazo antes de las 22 semanas completas de gestación o cuando el producto pesa menos de 500 gramos) las autoridades sanitarias de algunas entidades permisivas (como en Coahuila o en Veracruz) han decidido que el aborto consentido se puede realizar después de la duodécima semana para las causales y supuestos donde sí se requiere justificación. Y más allá de la semana 22 (lo que ya se consideraría un parto inducido) únicamente en caso de extrema gravedad y urgencia.

## Normativa sobre víctimas de delitos sexuales

### NOM-046-SSA2-2005
Se trata de una Norma Oficial Mexicana; es decir, una regulación técnica, expedida por la SSA, de observancia obligatoria para todas las instituciones de salud y personal médico y de enfermería pertenecientes al Sistema Nacional de Salud de los sectores público, privado y social. Su objetivo es el de establecer las reglas, directrices, características, criterios, procedimientos y protocolos en la orientación, detección, prevención, tratamiento y recuperación de víctimas de violencia familiar o sexual. Sobre la atención médica en casos de violación, indica que debe ser de calidad y libre de estigmas, juicios y malos tratos, pues así se evita poner en riesgo, de manera innecesaria, la salud e integridad de las y los afectados. Su incumplimiento da origen a sanciones penales, civiles o administrativas (según corresponda y conforme a las disposiciones legales aplicables).
Es importante recordar que esta norma remplaza, desde 2005, a la NOM 190-SSA1-1999 pues antes de esa fecha no existía ningún proyecto que regulara esto de manera precisa y explícita, aunque el Código Penal Federal establece desde 1931 a la violación como causal para abortar legalmente. Igualmente, el escándalo y la indignación que se generó por el caso Paulina en 1999 (y la posterior recomendación de la CIDH), exacerbaron las demandas por un documento de esta naturaleza.
Todo el capítulo 6 trata sobre los criterios específicos a seguir en la prestación de los tratamientos específicos. Así, la sección 6.4. señala que:

6.4.1.

Los casos de violación sexual son urgencias médicas y requieren atención inmediata.

6.4.2.3.

En caso de violación, las instituciones prestadoras de servicios de atención médica, deberán, de acuerdo a la norma oficial mexicana aplicable, ofrecer de inmediato y hasta en un máximo de 120 horas después de ocurrido el evento, la anticoncepción de emergencia, previa información completa sobre la utilización de este método, a fin de que la persona tome una decisión libre e informada.

6.4.2.7.

En caso de embarazo por violación, las instituciones públicas prestadoras de servicios de atención médica, deberán prestar servicios de Interrupción Voluntaria del Embarazo en los casos permitidos por ley, conforme a lo previsto en las disposiciones jurídicas de protección a los derechos de las víctimas, previa solicitud por escrito bajo protesta de decir verdad de la persona afectada de que dicho embarazo es producto de violación; en caso de ser menor de 12 años de edad, a solicitud de su padre y/o su madre, o a falta de éstos, de su tutor o conforme a las disposiciones jurídicas aplicables. El personal de salud que participe en el procedimiento de interrupción voluntaria del embarazo no estará obligado a verificar el dicho de la solicitante, entendiéndose su actuación, basada en el principio de buena fe a que hace referencia el artículo 5, de la Ley General de Víctimas.

En todos los casos se deberá brindar a la víctima, en forma previa a la intervención médica, información completa sobre los posibles riesgos y consecuencias del procedimiento a que se refiere el párrafo anterior, a efecto de garantizar que la decisión de la víctima sea una decisión informada conforme a las disposiciones aplicables.

Se deberá respetar la objeción de conciencia del personal médico y de enfermería encargados del procedimiento.

Las instituciones públicas prestadoras de servicios de atención médica federales deberán sujetarse a las disposiciones federales aplicables.

6.4.2.8.

Para los efectos establecidos en el numeral 6.4.2.7, las instituciones públicas de atención médica, deberán contar con médicos y enfermeras capacitados no objetores de conciencia. Si en el momento de la solicitud de atención no se pudiera prestar el servicio de manera oportuna y adecuada, se deberá referir de inmediato a la usuaria, a una unidad de salud que cuente con este tipo de personal y con infraestructura de atención con calidad.

Mientras tanto, la sección 6.7. indica que:

6.7.1.

Las y los prestadores de servicios de salud que otorguen atención médica a las o los usuarios involucrados en situación de violencia familiar o sexual, deberán recibir periódicamente sensibilización, capacitación y actualización en la materia previamente mencionada; como

6.7.2.9.

Anticoncepción de emergencia e interrupción voluntaria del embarazo, conforme a la legislación correspondiente.

Desde 2016 y en la actualidad, ya no es necesario denunciar previamente u obtener autorización del Ministerio Público para proceder con el aborto por violación pues en muchos casos, incluso con la denuncia o la autorización, las solicitudes eran rechazadas en los servicios médicos pues se inventaban pretextos y hasta requisitos. Los grupos conservadores, religiosos y antiderechos han utilizado esto para desinformar a la opinión pública asegurando que de esta manera los agresores sexuales quedarían impunes. Esto es falso pues toda la sección 6.5 menciona como las instituciones y el personal de los servicios de salud deben actuar: con registro de cada uno de los casos para notificarlos a las autoridades correspondientes, ayudando a las fiscalías con información relevante y expedientes o invitando a las víctimas a presentar su denuncia después de haber sido atendidas.

### Leyes de víctimas
Igualmente, son 33 en total: 
- La Ley General de Víctimas para asuntos que incuben a la federación y a todas las entidades federativas.
- Las complementarias a cada entidad para sus asuntos locales.

Son de observancia obligatoria para todas las autoridades y servidores públicos de los ámbitos de gobierno a los que correspondan (federal o local) así como a cualquiera de sus oficinas, dependencias, organismos o instituciones públicas o privadas. A grandes rasgos, todas reglamentan la protección de los agraviados a través del reconocimiento y la garantía de sus derechos constitucionales, como son asistencia, atención, verdad, justicia, reparación integral y debida diligencia. Se mencionan de manera explícita directrices, características, criterios, procedimientos y protocolos para atender una demanda por agresión sexual, aunque únicamente algunas entidades han armonizado sus ordenamientos jurídicos de manera adecuada.
 Indica a la anticoncepción de emergencia
 Indica a la Interrupción Voluntaria del Embarazo
Como se ha mencionado previamente, la última actualización de la NOM-046-SSA2-2005, de 2016, ya no se obliga al personal de los servicios de salud a verificar la denuncia de las personas agredidas sexualmente, ni exige autorización previa del Ministerio Público para proceder con el procedimiento. Eso es así debido al artículo 5.º de la Ley General de Víctimas, donde se indica una serie de conceptos, principios y definiciones, como el de buena fe, que señala que todas las autoridades y los servidores públicos están comprometidos a nunca criminalizar o responsabilizar a las víctimas por su situación y a siempre brindarle los servicios de auxilio desde el momento en que lo requiera, respetando y permitiendo el ejercicio efectivo de sus derechos.
| Entidad federativa  | ¿Se complementa de la Ley General de Víctimas? | ¿Señala que las autoridades deben apegarse al principio de buena fe? | ¿Qué servicios médicos se mencionan? |
| ------------------- | ---------------------------------------------- | -------------------------------------------------------------------- | ------------------------------------ |
| Aguascalientes      | Sí                                             | Artículo 3.º                                                         | Artículo 20.º                        |
| Aguascalientes      | Sí                                             | Artículo 3.º                                                         | Interrupción Voluntaria del Embarazo |
| Baja California     | Sí                                             | Artículo 6.º                                                         | Artículos 30.º y 33.º                |
| Baja California     | Sí                                             | Artículo 6.º                                                         | Anticoncepcion de Emergencia         |
| Baja California     | Sí                                             | Artículo 6.º                                                         | Interrupción Voluntaria del Embarazo |
| Baja California     | Sí                                             | Artículo 6.º                                                         | Profilaxis Post Exposición para VIH  |
| Baja California Sur | Sí                                             | No                                                                   | No se mencionan                      |
| Campeche            | Sí                                             | No                                                                   | Artículo 33.º y 35.º                 |
| Campeche            | Sí                                             | No                                                                   | Anticoncepcion de Emergencia         |
| Campeche            | Sí                                             | No                                                                   | Interrupción Voluntaria del Embarazo |
| Chiapas             | Sí                                             | No                                                                   | No se mencionan                      |
| Chihuahua           | Sí                                             | No                                                                   | No se mencionan                      |
| Ciudad de México    | Sí                                             | Artículo 5.º                                                         | Artículos 18.º, 20.º y 90.º          |
| Ciudad de México    | Sí                                             | Artículo 5.º                                                         | Anticoncepcion de Emergencia         |
| Ciudad de México    | Sí                                             | Artículo 5.º                                                         | Interrupción Voluntaria del Embarazo |
| Ciudad de México    | Sí                                             | Artículo 5.º                                                         | Profilaxis Post Exposición para VIH  |
| Coahuila            | Sí                                             | Artículo 7.º                                                         | Artículo 14.º y 18.º                 |
| Coahuila            | Sí                                             | Artículo 7.º                                                         | Anticoncepcion de Emergencia         |
| Coahuila            | Sí                                             | Artículo 7.º                                                         | Interrupción Voluntaria del Embarazo |
| Colima              | Sí                                             | Artículo 5.º                                                         | Artículos 26.º y 31.º                |
| Colima              | Sí                                             | Artículo 5.º                                                         | Anticoncepcion de Emergencia         |
| Colima              | Sí                                             | Artículo 5.º                                                         | Interrupción Voluntaria del Embarazo |
| Durango             | Sí                                             | Artículo 4.º                                                         | Artículo 97.º                        |
| Durango             | Sí                                             | Artículo 4.º                                                         | Interrupción Voluntaria del Embarazo |
| Guanajuato          | Sí                                             | No                                                                   | No se mencionan                      |
| Guerrero            | Sí                                             | Artículo 3.º                                                         | No se mencionan                      |
| Hidalgo             | Sí                                             | No                                                                   | Artículo 24.º y 25.º                 |
| Hidalgo             | Sí                                             | No                                                                   | Anticoncepcion de Emergencia         |
| Hidalgo             | Sí                                             | No                                                                   | Interrupción Voluntaria del Embarazo |
| Jalisco             | Sí                                             | Artículo 5.º                                                         | Artículo 22.º y 27.º                 |
| Jalisco             | Sí                                             | Artículo 5.º                                                         | Anticoncepcion de Emergencia         |
| Jalisco             | Sí                                             | Artículo 5.º                                                         | Interrupción Voluntaria del Embarazo |
| Estado de México    | Sí                                             | Artículo 6.º                                                         | Artículo 19.º y 23.º                 |
| Estado de México    | Sí                                             | Artículo 6.º                                                         | Anticoncepcion de Emergencia         |
| Michoacán           | Sí                                             | No                                                                   | No se mencionan                      |
| Morelos             | Sí                                             | Artículo 5.º                                                         | Artículos 16.º, 20.º y 23.º          |
| Morelos             | Sí                                             | Artículo 5.º                                                         | Anticoncepcion de Emergencia         |
| Morelos             | Sí                                             | Artículo 5.º                                                         | Interrupción Voluntaria del Embarazo |
| Morelos             | Sí                                             | Artículo 5.º                                                         | Profilaxis Post Exposición para VIH  |
| Nayarit             | Sí                                             | Artículo 5.º                                                         | Artículos 30.º y 33.º                |
| Nayarit             | Sí                                             | Artículo 5.º                                                         | Anticoncepcion de Emergencia         |
| Nayarit             | Sí                                             | Artículo 5.º                                                         | Interrupción Voluntaria del Embarazo |
| Nuevo León          | Sí                                             | Artículo 6.º                                                         | No se mencionan                      |
| Oaxaca              | Sí                                             | Artículo 5.º                                                         | Artículos 29 y 34.º                  |
| Oaxaca              | Sí                                             | Artículo 5.º                                                         | Anticoncepcion de Emergencia         |
| Oaxaca              | Sí                                             | Artículo 5.º                                                         | Interrupción Voluntaria del Embarazo |
| Puebla              | Sí                                             | Artículo 3.º                                                         | Artículo 32.º                        |
| Puebla              | Sí                                             | Artículo 3.º                                                         | Anticoncepcion de Emergencia         |
| Puebla              | Sí                                             | Artículo 3.º                                                         | Interrupción Voluntaria del Embarazo |
| Querétaro           | Sí                                             | Artículo 5.º                                                         | Artículo 8.º                         |
| Querétaro           | Sí                                             | Artículo 5.º                                                         | Anticoncepcion de Emergencia         |
| Quintana Roo        | Sí                                             | Artículo 5.º                                                         | Artículo 33.º                        |
| Quintana Roo        | Sí                                             | Artículo 5.º                                                         | Interrupción Voluntaria del Embarazo |
| San Luis Potosí     | Sí                                             | Artículo 5.º                                                         | Artículos 29.º y 34.º                |
| San Luis Potosí     | Sí                                             | Artículo 5.º                                                         | Anticoncepcion de Emergencia         |
| San Luis Potosí     | Sí                                             | Artículo 5.º                                                         | Interrupción Voluntaria del Embarazo |
| Sinaloa             | Sí                                             | Artículo 4.º                                                         | Artículos 39.º y 44.º                |
| Sinaloa             | Sí                                             | Artículo 4.º                                                         | Anticoncepcion de Emergencia         |
| Sinaloa             | Sí                                             | Artículo 4.º                                                         | Interrupción Voluntaria del Embarazo |
| Sonora              | Sí                                             | No                                                                   | No se mencionan                      |
| Tabasco             | Sí                                             | Artículo 6.º                                                         | Artículo 19.º                        |
| Tabasco             | Sí                                             | Artículo 6.º                                                         | Anticoncepcion de Emergencia         |
| Tabasco             | Sí                                             | Artículo 6.º                                                         | Interrupción Voluntaria del Embarazo |
| Tamaulipas          | Sí                                             | No                                                                   | Artículos 17.º y 22.º                |
| Tamaulipas          | Sí                                             | No                                                                   | Anticoncepcion de Emergencia         |
| Tamaulipas          | Sí                                             | No                                                                   | Interrupción Voluntaria del Embarazo |
| Tlaxcala            | Sí                                             | Artículo 5.º                                                         | Artículo 27.º                        |
| Tlaxcala            | Sí                                             | Artículo 5.º                                                         | Interrupción Voluntaria del Embarazo |
| Veracruz            | Sí                                             | Artículo 5.º                                                         | Artículos 28.º y 33.º                |
| Veracruz            | Sí                                             | Artículo 5.º                                                         | Anticoncepcion de Emergencia         |
| Veracruz            | Sí                                             | Artículo 5.º                                                         | Interrupción Voluntaria del Embarazo |
| Yucatán             | Sí                                             | Sección quinta de la exposición de motivos                           | No se mencionan                      |
| Zacatecas           | Sí                                             | Artículo 5.º                                                         | No se mencionan                      |
| México              | Es normativa federal                           | Artículo 5.º                                                         | Artículos 30.º y 35.º                |
| México              | Es normativa federal                           | Artículo 5.º                                                         | Anticoncepcion de Emergencia         |
| México              | Es normativa federal                           | Artículo 5.º                                                         | Interrupción Voluntaria del Embarazo |

| La legislación local menciona medidas de atención. La legislación local no menciona medidas de atención. |

Sobre los servicios de emergencia médica, la Ley General de Víctimas indica que:

Artículo 29.º

Las instituciones hospitalarias públicas federales, de las entidades federativas y de los municipios tienen la obligación de dar atención de emergencia de manera inmediata a las víctimas que lo requieran, con independencia de su capacidad socioeconómica o nacionalidad y sin exigir condición previa para su admisión.

Artículo 30.º

Los servicios de emergencia médica, odontológica, quirúrgica y hospitalaria consistirán en:

I. Hospitalización

II. Material médico quirúrgico, incluidas prótesis y demás instrumentos, que la persona requiera para su movilidad, conforme al dictamen dado por el médico especialista en la materia

III. Medicamentos

IV. Honorarios médicos, en caso de que el sistema de salud más accesible para la víctima no cuente con los servicios que ella requiere de manera inmediata

V. Servicios de análisis médicos, laboratorios e imágenes diagnósticas

VI. Transporte y ambulancia

VII. Servicios de atención mental en los casos en que, como consecuencia de la comisión del delito o de la violación a sus derechos humanos, la persona quede gravemente afectada psicológica y/o psiquiátricamente

VIII. Servicios odontológicos reconstructivos por los daños causados como consecuencia del delito o la violación a los derechos humanos

IX. Servicios de interrupción voluntaria del embarazo en los casos permitidos por ley, con absoluto respeto de la voluntad de la víctima, y

X. La atención para los derechos sexuales y reproductivos de las mujeres víctimas

En caso de que la institución médica a la que acude o es enviada la víctima no cuente con lo señalado en las fracciones II y III y sus gastos hayan sido cubiertos por la víctima o en el caso de la fracción IV, la Federación, las entidades federativas o los municipios, según corresponda, los reembolsarán de manera completa e inmediata, de conformidad con lo que establezcan las normas reglamentarias aplicables.

Artículo 35.º
 
A toda víctima de violación sexual, o cualquier otra conducta que afecte su integridad física o psicológica, se le garantizará el acceso a los servicios de anticoncepción de emergencia y de interrupción voluntaria del embarazo en los casos permitidos por la ley, con absoluto respeto a la voluntad de la víctima; asimismo, se le realizará práctica periódica de exámenes y tratamiento especializado, durante el tiempo necesario para su total recuperación y conforme al diagnóstico y tratamiento médico recomendado; en particular, se considerará prioritario para su tratamiento el seguimiento de eventuales contagios de enfermedades de transmisión sexual y del Virus de Inmunodeficiencia Humana.

## Normativa sobre el derecho a la vida y la personalidad jurídica
La Constitución Política de los Estados Unidos Mexicanos sí contiene algunos artículos que tratan, de manera genérica, sobre el bien constitucional valioso de la vida. No obstante, no hay ninguna referencia que otorgue personalidad jurídica plena a fetos y embriones. Como ese derecho a la vida está implícito, entre la década de 2000 y 2020, diversas interpretaciones de la Suprema Corte de Justicia de la Nación han aclarado sus alcances y límites. Así, las protecciones a la vida en gestación no pueden ni deben ser incondicionales sino más bien respetuosas y compatibles con los derechos sexuales, reproductivos y de acceso a la salud de la ciudadanía mexicana. En términos prácticos, la vida de los productos de la concepción se defiende a través de los cuidados prenatales hacia la mujer o la persona gestante, pero sólo si esta ha decidido continuar con el embarazo y llevarlo a término completo, es decir, hasta el tercer trimestre de gestación.
Igualmente, entre la década de 2000 y 2020, diversas entidades federativas reformaron sus constituciones locales para otorgar garantías absolutas a los productos de la concepción. Sin embargo, esas disposiciones son totalmente inconstitucionales e inválidas desde 2021 por lo expuesto con anterioridad. Por lo tanto, deben ser modificadas.
| Entidad federativa  | Artículo                  | Año de aprobación         | Año de derogación         | Consideraciones |
| ------------------- | ------------------------- | ------------------------- | ------------------------- | --- |
| Aguascalientes      | 2.º                       | 2021                      | Pendiente                 | Declarado inconstitucional el 10 de octubre de 2022 por la sentencia AI 72/2021 de la SCJN. |
| Baja California     | 7.º                       | 2008                      | Pendiente                 | El Pleno de la SCJN discutió el tema el 28 de septiembre de 2011 a través de la acción de inconstitucionalidad AI 11/2009. Una mayoría simple votó por la invalidez, pero se necesitaba un sufragio más para declararla |
| Baja California Sur | Nunca hubo candado alguno | Nunca hubo candado alguno | Nunca hubo candado alguno | Nunca hubo candado alguno |
| Campeche            | Nunca hubo candado alguno | Nunca hubo candado alguno | Nunca hubo candado alguno | En 2021 se intentó modificar el artículo 6.º pero nunca entró en vigor. |
| Chiapas             | 4.º                       | 2009                      | 2024                      | Pendiente |
| Chihuahua           | 5.º                       | 1994                      | Pendiente                 | Debe ser reformado |
| Ciudad de México    | Nunca hubo candado alguno | Nunca hubo candado alguno | Nunca hubo candado alguno | Nunca hubo candado alguno |
| Coahuila            | Nunca hubo candado alguno | Nunca hubo candado alguno | Nunca hubo candado alguno | Existe en el artículo 173.º una disposición ambigua desde 1989. |
| Colima              | 2.º                       | 2009                      | 2021                      | Decreto 90 del 24 de noviembre de 2021 en el Periódico Oficial de la entidad. |
| Durango             | 3.º                       | 2009                      | Pendiente                 | Debe ser reformado |
| Guanajuato          | 1.º                       | 2009                      | Pendiente                 | Debe ser reformado |
| Guerrero            | Nunca hubo candado alguno | Nunca hubo candado alguno | Nunca hubo candado alguno | Nunca hubo candado alguno |
| Hidalgo             | Nunca hubo candado alguno | Nunca hubo candado alguno | Nunca hubo candado alguno | Nunca hubo candado alguno |
| Jalisco             | 4.º                       | 2009                      | Pendiente                 | Debe ser reformado |
| Estado de México    | Nunca hubo candado alguno | Nunca hubo candado alguno | Nunca hubo candado alguno | Nunca hubo candado alguno |
| Michoacán           | Nunca hubo candado alguno | Nunca hubo candado alguno | Nunca hubo candado alguno | Nunca hubo candado alguno |
| Morelos             | 1.º Bis                   | 2008                      | Pendiente                 | Debe ser reformado |
| Nayarit             | 7.º                       | 2009                      | Pendiente                 | Debe ser reformado |
| Nuevo León          | 1.º                       | 2019                      | Pendiente                 | Declarado inconstitucional el 26 de mayo de 2022 por las sentencias AI 41/2019 y AI 42/2019 de la SCJN. |
| Oaxaca              | 12.º                      | 2009                      | 2021                      | Decreto 43 del 23 de octubre de 2021 en el Periódico Oficial de la entidad. |
| Puebla              | 26.º                      | 2009                      | Pendiente                 | Debe ser reformado |
| Querétaro           | 2.º                       | 2009                      | Pendiente                 | Debe ser reformado |
| Quintana Roo        | 13.º                      | 2009                      | Pendiente                 | Debe ser reformado |
| San Luis Potosí     | 16.º                      | 2009                      | Pendiente                 | El Pleno de la SCJN discutió el tema el 29 de septiembre de 2011 a través de la acción de inconstitucionalidad AI 62/2009. Una mayoría simple votó por la invalidez, pero se necesitaba un sufragio más para declararla |
| Sinaloa             | 4.º Bis                   | 2018                      | 2022                      | Declarado inconstitucional el 9 de septiembre de 2021 por las sentencias AI 106/2018 y AI 107/2018 de la SCJN. Decreto 043 del 8 de abril de 2022 en el Periódico Oficial de la entidad.                                |
| Sonora              | 1.º                       | 2009                      | Pendiente                 | Debe ser reformado |
| Tabasco             | Nunca hubo candado alguno | Nunca hubo candado alguno | Nunca hubo candado alguno | Nunca hubo candado alguno |
| Tamaulipas          | 16.º                      | 2010                      | Pendiente                 | Debe ser reformado |
| Tlaxcala            | Nunca hubo candado alguno | Nunca hubo candado alguno | Nunca hubo candado alguno | Nunca hubo candado alguno |
| Veracruz            | 4.º                       | 2017                      | Pendiente                 | Declarado inconstitucional el 30 de mayo de 2022 por la sentencia AI 85/2016 de la SCJN. |
| Yucatán             | 1.º                       | 2009                      | Pendiente                 | Debe ser reformado |
| Zacatecas           | Nunca hubo candado alguno | Nunca hubo candado alguno | Nunca hubo candado alguno | Nunca hubo candado alguno |
| México              | Nunca hubo candado alguno | Nunca hubo candado alguno | Nunca hubo candado alguno | Nunca hubo candado alguno |

| Aborto electivo permitido. Nunca hubo blindaje alguno. Aborto electivo permitido. El blindaje ya fue reformado. Aborto electivo permitido. El blindaje aún debe ser reformado. Aborto electivo restringido. El blindaje aún debe ser reformado. Aborto electivo restringido. Nunca hubo blindaje alguno. |

Únicamente los códigos civiles, tanto el federal como los locales, de manera muy contradictoria, señalan que los derechos y beneficios contenidos en dichos documentos se adquieren, disfrutan y pueden hacerse valer después del nacimiento. Pero también, en la gran mayoría (excepto en Sinaloa) se enfatiza que el nasciturus puede ser designado para acceder a ciertos privilegios como heredar, legatar o donar, siempre y cuando se cumplan con ciertos requisitos sobre su viabilidad (que es una tradición heredada del Derecho Romano).
Así, el Código Civil Federal señala que:

Artículo 22.º

La capacidad jurídica de las personas físicas se adquiere por el nacimiento y se pierde por la muerte; pero desde el momento en que un individuo es concebido, entra bajo la protección de la ley y se le tiene por nacido para los efectos declarados en el presente Código.

Artículo 337.º

Para los efectos legales, sólo se reputa nacido el feto que, desprendido enteramente del seno materno, vive veinticuatro horas o es presentado vivo al Registro Civil. Faltando alguna de estas circunstancias, nunca ni nadie podrá entablar demanda sobre la paternidad.

Artículo 1314.º

Son incapaces de adquirir por testamento o por intestado, a causa de falta de personalidad, los que no estén concebidos al tiempo de la muerte del autor de la herencia, o los concebidos cuando no sean viables, conforme a lo dispuesto en el artículo 337.

Artículo 2357.º

Los no nacidos pueden adquirir por donación, con tal que hayan estado concebidos al tiempo en que aquélla se hizo y sean viables conforme a lo dispuesto en el artículo 337.

No se trata entonces de un reconocimiento a la vida como un bien jurídico tutelado (como sí lo hacen los códigos penales a través de sanciones), ni de un blindaje total a la vida en gestación o una determinación que asegure que la vida inicia desde el momento de la fecundación como algunos grupos conservadores, religiosos y antiderechos pudieran llegar a malinterpretar.
Ahora bien, existe desde 1981 una declaración interpretativa por parte del Estado mexicano al artículo de la Convención Americana sobre Derechos Humanos que trata sobre la protección al derecho a la vida y que indica lo siguiente:

Artículo 4.º

(Parráfo primero) Toda persona tiene derecho a que se respete su vida. Este derecho estará protegido por la ley y, en general, a partir del momento de la concepción. Nadie puede ser privado de la vida arbitrariamente.

Como dicha disposición utiliza la expresión "en general", el Estado mexicano considera que adoptar o mantener en vigor una legislación sobre esta materia forma parte del dominio reservado de los países que suscriben y ratifican este tratado. Por lo tanto, no existe ninguna obligación en declarar que en México la vida inicia a partir de la concepción. Esta misma deliberación está respaldado por la resolución No. 23/81 al caso 2141 ("Baby Boy"), del mismo año, por parte de la Comisión Interamericana de Derechos Humanos (CIDH), órgano encargado de supervisar el cumplimiento de esta convención. Es decir, la redacción original de esta cláusula, con esa misma expresión, se hizo de tal manera para evitar ser restrictiva en el tema del aborto legal y electivo. Entonces, cada país puede decidir libremente y como mejor le convenga.
Por su parte, el Pacto Internacional de Derechos Civiles y Políticos (PIDCP), que el Estado mexicano también ha suscrito y ratificado, menciona que:

Artículo 6.º

(Parráfo primero) El derecho a la vida es inherente a la persona humana. Este derecho estará protegido por la ley. Nadie podrá ser privado de la vida arbitrariamente.

Sin embargo, el Comité de Derechos Humanos de Naciones Unidas (CDH), en la Observación General No. 6 del año de 1982, ha expresado que el derecho a la vida al que se hace alusión no puede entenderse de manera coercitiva con prohibiciones al aborto legal y electivo que pongan en riesgo la salud y la vida de las mujeres y personas gestantes. Entonces, la protección de este derecho exige que los países adopten medidas positivas.

## Sentencias de la Suprema Corte de Justicia de la Nación

### Despenalización
A partir de la entrada en vigor del Código Nacional de Procedimientos Penales, en 2014, el delito de aborto en México, cuando es voluntario, se clasifica como no grave, por lo que las personas acusadas pueden permanecer en libertad mediante el pago de una fianza y continuar con el proceso fuera de prisión (como lo señala el segundo párrafo del artículo 19.º de la constitución general). Es por esto que en 2017, el entonces procurador general de la República, Raúl Cervantes Andrade promovió la acción de inconstitucionalidad AI 148/2017, ante la SCJN, pues el recién reformado código penal de Coahuila, al recrudecer la criminalización al aborto consentido, contravenía tanto la legislación federal y los tratados internacionales de los que forma parte México.
La tesis fue analizada entre el 6 y 9 de septiembre de 2021 cuando 10 de los 11 ministros, por unanimidad, invalidaron los artículos correspondientes de aquel código penal local. No solo eso, también reconoció por primera vez que la penalización del aborto electivo es contrario a los artículos 1.º y 4.º de la constitución general. Así, las mujeres y las personas gestantes en México tienen derecho a decidir sobre sus propios cuerpos pues al no permitir que estas personas accedan al aborto voluntario no solo se vulneran sus derechos sexuales, reproductivos y de acceso a la salud, sino que además estigmatiza y pone en riesgo al personal de servicios salud y personas más pobres y en mayor grado de marginación.
Según el último párrafo del artículo 105.º, fracción II de la constitución general; y debido a la reforma al Poder Judicial de la Federación de marzo de ese mismo año, las decisiones de la SCJN son obligatorias para todas las instancias, autoridades y órganos jurisdiccionales del país (tanto federales como locales), cuando son aprobadas por mayoría calificada (8 votos para el pleno y 4 para las dos salas). Previo a esto, se necesitaban 5 jurisprudencias continuas en el mismo sentido respaldadas por mayoría absoluta. De esta manera, a partir del aval de esta jurisprudencia, ningún juez puede castigar a ninguna persona por aborto consentido (gestante o colaborador) aunque la norma federal o local lo siga criminalizando. No obstante, las fiscalías locales sí pueden continuar abriendo carpetas de investigación y enviando a la gente a los tribunales, pero una vez que lleguen a manos de un juez, el caso siempre deberá ser anulado. Se trata entonces de una despenalización de facto. A diferencia de otros países (como en los Estados Unidos con el caso Roe v. Wade) la legalización del aborto electivo en todo el país no fue automática pues aún es necesario que los poderes legislativos tanto locales como federales aborden el tema, es decir, de iure.
Sin embargo, gracias a esto, las personas que han sido encarceladas por el delito de aborto electivo han podido salir de prisión, ya que, en este país, las jurisprudencias únicamente pueden ser retroactivas cuando beneficia a los derechos humanos. Es por esto que, la Secretaría de Gobernación (Segob) federal, en coordinación con la Unidad de Apoyo al Sistema de Justicia, la Comisión Nacional para Prevenir y Erradicar la Violencia Contra las Mujeres (Conavim) y la Comisión Nacional de Tribunales Superiores de Justicia de los Estados Unidos Mexicanos (CONATRIB), anunciaron en ese mismo mes que iniciaron con los procedimientos necesarios para la liberación de las personas condenadas. Así mismo, se han reforzado las leyes de amnistía que algunas entidades han promulgado desde el inicio del gobierno del presidente Andrés Manuel López Obrador. Inclusive, ciertas entidades han creado leyes de amnistía específicas en favor de las mujeres que han sido revictimizadas por violencia de género.

### Blindajes a la vida en gestación en constituciones locales
Posterior a la despenalización y legalización del aborto voluntario en la Ciudad de México, numerosas entidades, gobernadas por partidos conservadores, fueron en sentido contrario al aumentar las prohibiciones y promulgando candados a la vida prenatal en sus constituciones locales, a través de "reconocer y proteger la vida humana desde la concepción".
En septiembre de 2011, la SCJN analizó por primera vez la validez de esas reformas constitucionales a través de las acciones de inconstitucionalidad AI 11/2009 y AI 62/2009 promovidas respectivamente por el Procurador de los Derechos Humanos y Protección Ciudadana del Estado de Baja California y por doce integrantes del Partido de la Revolución Democrática pertenecientes a la LIX Legislatura del Congreso del Estado de San Luis Potosí. La tesis se centró en si esas disposiciones eran contrarias a la constitución general al permitir que los legisladores locales se atribuyan facultades para proteger la vida en esos términos, o al otorgar protecciones absolutas a los productos de la gestación como si se tratara de personas ya nacidas. Aunque fueron aprobadas por mayoría relativa (7 de los 11 ministros), no se consiguió la unanimidad (donde debían votar 8 de los 11 ministros), por lo que no hubo pronunciamiento alguno (ni a favor, ni en contra) y ambos proyectos fueron archivados. Eso no significó una victoria para los grupos antiderechos, ni una derrota para las organizaciones a favor del aborto. Sin embargo, de esta discusión se desprenden varias conclusiones importantes que serán retomadas posteriormente:
- La protección de la vida no puede vulnerar los principios de supremacía e igualdad, por lo que debe ser totalmente compatible con los derechos sexuales y reproductivos de las mujeres.
- No puede haber disparidad en los derechos de la ciudadanía mexicana según el lugar donde radiquen.
- El Estado mexicano, laico, democrático y plural, no debe imponer un determinado modelo de conducta o de virtud.
- La constitución general no tiene detalles y es interpretable, pero las normas inferiores (locales) no sirven para interpretar el sentido de las normas superiores (federales).
- Las constituciones locales no son códigos penales, pero los blindajes a la vida en gestación generan incertidumbre jurídica e inhiben a las personas en el ejercicio de sus derechos.

Finalmente, fueron las acciones de inconstitucionalidad AI 106/2018 y AI 107/2018 promovidas por los diputados del Movimiento de Regeneración Nacional de la LXIII Legislatura del Congreso del Estado de Sinaloa y la Comisión Nacional de los Derechos Humanos debido a la modificación, en 2018, de la constitución local de Sinaloa, lo que llevó a la SCJN a declarar, el 9 de septiembre de 2021, que esos candados a la vida prenatal son completamente inconstitucionales y por lo tanto deben ser derogados en todas las legislaciones del país. Esta vez, la tesis mencionaba que esas disposiciones atentaban contra diversos derechos de las mujeres: a la salud, a la dignidad humana, a la privacidad, al libre desarrollo de su personalidad; así como sexuales y reproductivos. Así, los 11 ministros señalaron que no se puede considerar como personas a embriones y fetos y por lo tanto tampoco se les puede dotar de personalidad jurídica plena pues aunque sí cuentan con ciertas protecciones, estas son mínimas al inicio del embarazo y van aumentando conforme al desarrollo de este. Es decir, las garantías que pudieran tener los productos de la concepción nunca podrán desconocer o estar por encima de los derechos y libertades de las personas nacidas. De hecho, la vida en gestación se defiende a través de la vida y bienestar de las mujeres y las personas gestantes a través de la continuidad en los embarazos deseados; asegurando atención prenatal, proveyendo partos saludables y abatiendo la mortalidad materna (entre otros). Únicamente la Constitución Política de los Estados Unidos Mexicanos y el Congreso de la Unión están autorizados a definir de manera explícita el origen de la vida humana, el concepto de persona y la titularidad de los derechos humanos; pero hasta ahora no ha sucedido.
De nueva cuenta, no desembocó en una legalización automática en todo el país pues es responsabilidad exclusiva de las entidades (y de la federación) el reformar sus órdenes jurídicos. Sin embargo, a partir de ahora, cualquier persona con capacidad de gestar en México puede interrumpir su embarazo por decisión propia en las primeras etapas de este. Igualmente, obliga a los poderes legislativos de las entidades, que aún no han armonizado sus leyes, así como de la federación a siempre pronunciarse a favor de la ampliación de nuevos supuestos y de la aprobación del aborto electivo (a lo que las colectivas y organizaciones feministas han expresado que harán presión para que las primeras 12 semanas de gestación sea el límite mínimo). Así mismo, se deben modificar sus leyes de salud para considerar las bases, modalidades, criterios, procedimientos y protocolos para interrumpir un embarazo de manera legal. Y sobre todo, en aquellos lugares que retrasen la discusión sobre el tema, se facilitará el acceso a amparos, ya sea individuales para acceder a un aborto voluntario (aún si la persona no está embarazada) o colectivos para invalidar las legislaciones restrictivas.

### Aborto por violación
La primera vez que la SCJN abordó este tema fue en 2009, cuando el gobernador de Jalisco, Emilio González Márquez, promovió la controversia constitucional CC 54/2009 en contra de varios preceptos de la NOM-046-SSA2-2005 por supuestamente extralimitarse. En realidad, buscaba evitar que los hospitales y clínicas públicas de ese estado distribuyeran anticonceptivos de emergencia (también conocida como píldora del día siguiente) en casos de agresión sexual, pues según él era "abortiva". Su tesis contenía varios puntos débiles como que debería ser el Ministerio Público y no las autoridades sanitarias el que protegiera y ofreciera atención médica a las víctimas. Igualmente, solo correspondería a los congresos locales el legislar en materia de atención a víctimas en delitos del orden común. O que se consideraba un agravio que las instituciones de salud, tanto privadas como sociales, destinaran recursos para la capacitación de su personal. Y que solo correspondía a la ley de salud local regular diversos aspectos de salubridad general. Al final, fue un 27 de mayo de 2010 cuando 10 de los 11 ministros del pleno no le dieron la razón y votaron por la completa válidez de la normativa.
Unos años después, en 2016, el debate volvió a abrirse a causa de los cambios a la NOM-046-SSA2-2005 donde las víctimas de agresión sexual ya no necesitaban denuncia o autorización previa del Ministerio Público para proceder con un aborto. Los gobiernos de Baja California y Aguascalientes, inconformes con esas modificaciones, interpusieron las controversias de inconstitucionalidad CC 53/2016 y CC 45/2016 para invalidarlas. Fue desechada el 5 de agosto de 2019 por 8 de los 11 ministros del pleno pues se consideró que esas nuevas disposiciones resultan favorables para los derechos humanos de las mujeres. Igualmente, existen los precedentes del amparo en revisión AR 601/2017 y AR 1170/2017, donde la Segunda Sala resolvió por unanimidad a favor de dos mujeres de Morelos y Oaxaca respectivamente, a las que hospitales públicos les negaron interrumpir su embarazo producto de una violación. Se ordena entonces a todos los hospitales públicos y privados del país a acatar.
Posteriormente, en 2018, la familia de una menor con parálisis cerebral que había sido violada y con residencia en Tapachula, Chiapas solicitó ante la SCJN el amparo en revisión AR 438/2020 para poder abortar ya que el hospital se lo había negado. La muchacha tenía más de 90 días de gestación que es el límite que establece el código penal de ese estado. Por eso, el 7 de julio de 2021, la Primera Sala declaró, por mayoría calificada, inconstitucional el poner plazos al acceso a la interrupción del embarazo cuando se trata de una decisión no consentida y resultado de conductas violentas; sobre todo en víctimas en condiciones de vulnerabilidad, pues atenta contra la dignidad humana y el libre desarrollo de la personalidad. De nuevo, tanto la NOM-046-SSA2-2005 como la Ley General de Víctimas fueron respaldadas por la máxima autoridad jurisdiccional y constitucional del país. Se invalida así, de manera automática, cualquier disposición en cualquier entidad que imponga límites para el aborto en caso de violación.
Finalmente, el 24 de mayo de 2022, el pleno de la SCJN volvió a retomar las controversias de inconstitucionalidad CC 53/2016 y CC 45/2016 para esta vez declarar, por mayoría calificada, que la reforma del 2016 a la NOM-046-SSA2-2005 no invade las competencias de las entidades en materia penal y protege el derecho a decidir de las víctimas de violencia sexual, por lo que las y los adolescentes mayores de 12 años pueden interrumpir embarazos, sin consentimiento parental, cuando estos son producto de una violación.

### Objeción de consciencia
En 2018, la CNDH presentó la acción de inconstitucionalidad AI 54/2018 ante la SCJN por la reciente modificación de la Ley General de Salud sobre la objeción de consciencia pues esto podría traducirse en otro obstáculo para negar a cualquier persona gestante sus derechos reproductivos o usarlo como un pretexto para discriminar a otros colectivos como el LGBTQ+. La sentencia se dio hasta el de 20 de septiembre de 2021, cuando 8 de los 11 ministros del pleno determinaron que ese concepto era totalmente constitucional, pero, en razón de su nivel de especificidad muy pobre, se insta a los poderes legislativos tanto locales como federales a poner límites claros y precisos a su aplicación. Se concluyó que la objeción de consciencia como está determinada en la legislación actual carece de perspectiva de género e interseccional, al no reconocer que son las mujeres, personas gestantes, personas de orientación sexual diversa y personas con menos recursos las que más podría sufrir los impactos de su ejercicio. Se evita así atropellar el principio de seguridad jurídica que incide directamente en los derechos a la salud o la vida. Es decir, la objeción de consciencia no es un derecho absoluto o general que pueda ser invocado en cualquier caso y bajo cualquier modalidad para desobedecer las leyes.

### Aborto terapéutico
En 2013, una derechohabiente del ISSSTE interpuso el amparo en revisión AR 1388/2015 al tener que realizarse un aborto terapéutico en una clínica privada ya que el procedimiento le fue negado en un hospital de esa institución pública. Las autoridades del nosocomio argumentaron que ni el Código Penal Federal ni la Ley General de Salud contemplaban dicha causal, aunque ellos mismos reconocían que el embarazo era de alto riesgo debido a su edad y que empeoraría aún más sus complicaciones por diabetes e hipertensión, conduciéndola muy probablemente a la muerte. La primera respuesta, juez de distrito, fue negativa, por lo que, en 2016, el caso fue atraído por la Primera Sala de la SCJN. Esta última, en cambio, resolvió por unanimidad a favor de la quejosa el 15 de mayo de 2019 pues, aunque la legislación federal no aborda el tema del aborto de manera explícita, la naturaleza del documento se basa en la preservación del derecho constitucional a la salud del paciente. De esta manera, aquel hospital había incurrido en una falta muy grave. El recurso no fue vinculante para todas las instituciones de salud públicas y privadas en el país pues se dio antes de la reforma al Poder Judicial de la Federación (de marzo de 2021) pero sienta las bases para que otras personas gestantes se puedan ver beneficiadas en el futuro y quizás se alcance la declaratoria de inconstitucionalidad siempre y cuando se aprueba por mayoría calificada.

## Amparos
Se trata de un instrumento jurídico de defensa procesal sustentado en los artículos 1, 103 y 107 de la Constitución general y 25.º de la Convención Americana sobre Derechos Humanos; así como en la Ley de Amparo, reglamentaria de los artículos 103 y 107 de la Constitución Política de los Estados Unidos Mexicanos. Tienen por objeto proteger los derechos fundamentales de la ciudadanía, establecidos en el ordenamiento jurídico del Estado mexicano, ante actos u omisiones de instituciones o funcionarios, públicos o privados, que los transgredan.
Desde las sentencias de septiembre de 2021 de la SCJN; diversas colectivas, organizaciones y asociaciones civiles en entidades restrictivas han emprendido estrategias legales para que juzgadores, a nivel federal, puedan concederlos.
Algunos han sido individuales. Únicamente afectan a la quejosa o el quejoso para que pueda interumpir su embarazo en el momento en que ella o él así lo decida, sin importar si el Código Penal local restringe el aborto electivo o inclusive si no está cursando un embarazo al momento de solicitar el amparo.
Otros han sido colectivos. Buscan presionar a los órganos legislativos locales y federales que se han mostrado poco o nada dispuestos para modificar las leyes que siguen criminalizando así como inhibiendo o impidiendo el acceso al aborto voluntario y seguro. Una vez que se otorgan, todas las mujeres y personas gestantes de la entidad obtendrían los beneficios.